# Handelshögskolan i Stockholm
Handelshögskolan i Stockholm (HHS) är ett privatägt universitet i Stockholm. Den grundades 1909 som Sveriges första handelshögskola på initiativ av det svenska näringslivet genom Handelshögskoleföreningen. Högskolans första rektor var Carl Hallendorff, 1909–1929. Bland högskolans forskarinsatser märks bidrag till den så kallade Stockholmsskolan, en inriktning inom nationalekonomi. Skolan har två filialer i östeuropa. Stockholm School of Economics in Riga och Stockholm School of Economics Russia. Nuvarande rektor är Lars Strannegård (sedan 2014). Handelshögskolan bedriver främst undervisning i ämnena nationalekonomi och företagsekonomi.
Omkring 2 000 studenter läser vid högskolans två 3-åriga ekonomie kandidatprogram, fem 2-åriga ekonomie masterprogram och tre ekonomie doktorsprogram. Sedan 2020 ges alla program helt och hållet på engelska.
Skolans nuvarande huvudbyggnad är belägen på Sveavägen 65 vid Observatorielunden i Vasastan i Stockholm. Den uppfördes 1925 efter ritningar av arkitekt Ivar Tengbom. Till högskolan hör även byggnader på Holländargatan och Saltmätargatan. 2022 förvärvade Handelshögskolan fastigheten Studentpalatset från Akademiska Hus och utvidgade därmed campus. Idag finns House of Innovation och SSE Business Lab i byggnaden. Handelshögskolan i Stockholm låg ursprungligen i Brunkebergs hotell på Brunkebergs torg 2 på Norrmalm i Stockholm.
Handelshögskolan i Stockholm är en enskild utbildningsanordnare. Verksamheten finansieras till 82 procent av privata medel och resterande 18 procent med hjälp av bidrag från staten. Högskolans utbildning och forskning bedrivs vid sju institutioner, 34 forskningscentra, nio institut och tre forskningshus. Högskolan äger också ett antal företag. Högskolan tillämpar amerikanska beteckningar på sina befattningar. Högskolan är ackrediterad av EQUIS, medlem i APSIA, CEMS, EIASM och PIM, samt har 200 partneruniversitet. Högskolans studenter organiseras av Handelshögskolans i Stockholm studentkår, och den ideella föreningen Handelshögskolans i Stockholm kamratförening.

## Historia

### Grundandet
Bankdirektören Knut Agathon Wallenberg donerade 1903 hundra tusen kronor (strax under 7 miljoner kronor i 2023 års penningvärde) för att stimulera till grundandet av en handelshögskola i Stockholm. Wallenberg ansåg nämligen att "Det var viktigt att höja det sociala anseendet på köpmannaklassen". Lobbyverksamheten var välbehövd till följd av att västvärldens klassiska tankegods har ett etablerat förakt för köpmannaskap som går hela vägen tillbaka till de antika grekerna, men återfinns också exempelvis under medeltiden, där handel anses vara likställt med stöld och en smutsig och vulgär syssla. Krämarna, som ekonomerna kallades vid den här tiden var alltså socialt bespottade, även av överklassen, och ansågs inte göra något produktivt utan "bara vara ute efter att tjäna pengar".
I lobbyverksamhetens led finansierade familjen Wallenberg bland annat en studieresa för fil dr Helmer Key som reste genom Europa för att samla underlag för att kunna motivera behovet av en handelshögskola. Detta resulterade i rapporten "Om betydelsen av handelshögskolor", där Key framställde grundandet av en handelshögskola som både positivt och nödvändigt. Rapporten kunde sedermera nyttjas för att propagera för betydelsen av en handelshögskola. I en cirkulärskrivelse från januari 1906 erbjöds personer ur Stockholms borgerskap att betala 400 kr per år för att bli stiftande ledamöter av Handelshögskoleföreningen.
I en bilaga till en stiftelseurkund publicerad av handelshögskoleföreningen anges de stiftande ledamöterna fram till den 28 februari 1907. De bestod av 109 köpmän, 47 bankirektörer eller liknande, 26 brukspatroner, bruksägare eller liknande, 9 ingenjörer, och 16 övriga stadsråd, friherre eller liknande och tre företag. De flesta var män med undantag för en kvinna. Två familjer var överrepresenterade, nämligen familjen Söderberg och Wallenberg. Stiftarna var till absolut största del hemmahörande i Stockholm, Djursholm eller Saltsjöbaden. Det akademiska underlaget hos skolans stiftare var dock närmast helt obefintligt. Handelshögskolan i Stockholm blev Sveriges första handelshögskola.
Handelshögskolan var under mer än ett decennium Sveriges enda renodlade handelshögskola och väldigt få av landets universitet bedrev någon undervisning i företagsekonomi. Sveriges andra handelshögskola, Handelshögskolan i Göteborg, grundades 1923.
Carl Hallendorff, fil.dr. i historia vid Uppsala universitet, fick 1908 av Handelshögskoleföreningen under ledning av dess ordförande Knut Agathon Wallenberg, i uppdrag att utarbeta en verksamhetsplan för en framtida handelshögskola i Stockholm. Handelshögskolan i Stockholm grundades 1909 och Hallendorff tillträdde som dess första rektor. Han innehade denna tjänst till 1929, då han efterträddes av Martin Fehr.

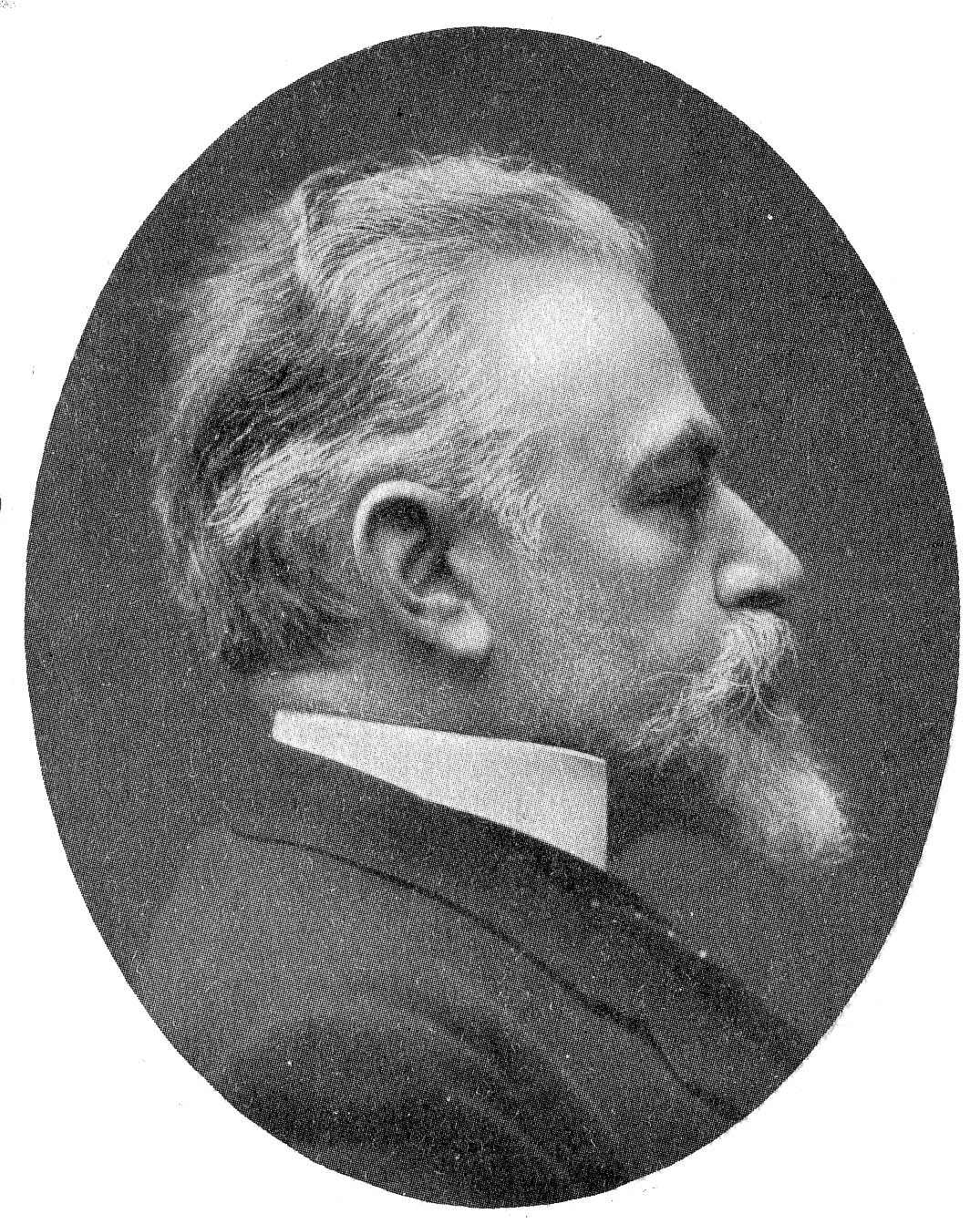
Bankdirektören Knut Agathon Wallenberg, Handelshögskolan i Stockholms grundare, donerade 1903 hundra tusen kronor (Strax under 7 miljoner kronor i 2023 års penningvärde) för upprättandet av en handelshögskola i Stockholm.

### Emblem
På Handelshögskolans emblem återges Tre kronor, hämtat från Sveriges riksvapen, lagda ovanpå den grekiska guden Hermes häroldsstav, Kaducén (bevingad och med två tvinnade ormar formade som en dubbelhelix). Ovanpå häroldsstaven sitter Hermes hjälmliknande hatt. Hermes var i den grekiska mytologin köpmännens, men också spelarnas och tjuvarnas gud. Guden Hermes återfinns också som statyett på högskolans fasad mot Sveavägen, ovanför huvudingången på Sveavägen 65 i Stockholm.

### Examina

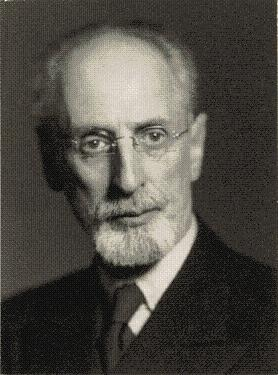
Eli Heckscher, Sveriges första professor i ekonomisk historia (Handelshögskolan 1929–1945).

Högskolans ekonomutbildning var ursprungligen 2-årig och följdes av en ekonomisk examen. De som avlagt denna titulerade sig Diplomerad från Handelshögskolan i Stockholm (DHSS, senare DHS). Den första kullen av studenter utexaminerades 1911. I denna grupp märks Lars Ture Bohlin, grundare av Bohlins revisionsbyrå (idag KPMG Bohlins) och Assar Gabrielsson, initiativtagare till fordonsföretaget AB Volvo och dess vd 1927–1956.
År 1943 infördes i stället en ekonomexamen, som berättigade till titeln civilekonom. Tillägget av förledet "civil-" gjordes för att anspela på den redan etablerade civilingenjörsexamen. Titeln infördes samtidigt vid Handelshögskolan i Göteborg och kom senare, på grund av att den inte hade juridiskt skydd, även att användas för personer med akademisk examen i ekonomi från andra lärosäten. Under senare år har dock Handelshögskolan i Stockholm, som enda högskola i Sverige, använt examensbenämningen civilekonomexamen genom ett särskilt avtal med Utbildningsdepartementet.
Handelshögskolan i Stockholm var den första högskola eller universitet i Sverige att promovera ekonomie doktorer. Sveriges förste ekonomie doktor var Folke Kristensson, som disputerade 1946 i nationalekonomi på avhandlingen Studie i de svensk textila industriernas struktur.

### Stockholmsskolan
Gunnar Myrdal och Bertil Ohlin, professor i nationalekonomi vid Handelshögskolan i Stockholm, var drivande bakom Stockholmsskolan, en grupp nationalekonomer influerade av den brittiske nationalekonomen John Maynard Keynes. Även nationalekonomen Dag Hammarskjöld (FN:s generalsekreterare 1953–1961, Nobels fredspris postumt 1961) var verksam i gruppen. Namnet Stockholmsskolan lanserades av Ohlin i artikeln "Some notes on the Stockholm theory of savings and investment" 1937. Detta skedde i direkt respons på att Keynes publicerat sitt magnum opus "The General Theory of Employment, Interest and Money" året innan, och hade till syfte att väcka världens uppmärksamhet på de svenska forskningsresultaten inom ämnet.
Stockholmsskolan kom att utöva inflytande på den ekonomiska politiken i efterkrigstidens Sverige, inte minst genom att Ohlin var ordförande i det största oppositionspartiet i riksdagen, Folkpartiet, 1944–1967 och att Myrdal hade flera höga poster inom den socialdemokratiska administrationen, bland annat handelsminister 1945–1947. Myrdal skrev också ett flertal böcker, bland annat Kris i befolkningsfrågan och Politiskt manifest om världsfattigdomen, vilka lämnade avgörande bidrag till socialdemokratisk teoribildning, inte bara i Sverige utan i hela världen, och grundade Stockholm International Peace Research Institute (SIPRI), en annan viktig tankesmedja i efterkrigstidens Sverige. Ohlin och Myrdal utvecklade den teoretiska basen för den moderna svenska välfärdsstaten och Folkhemmet. Stockholmsskolan kom att få stort inflytande på Sveriges och även andra länders ekonomiska politik under efterkrigstiden.

### Grundandet av Företagsekonomiska institutionen vid Stockholms universitet 1962

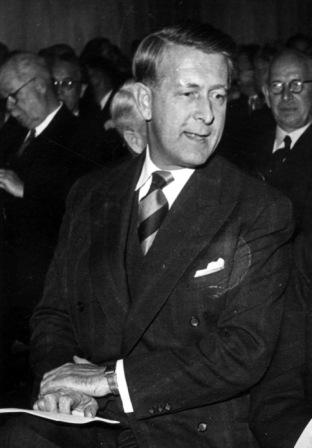
Bertil Ohlin tilldelades Sveriges riksbanks pris i ekonomisk vetenskap till Alfred Nobels minne 1977 tillsammans med James Meade. Hans viktigaste bidrag är Heckscher-Ohlin-teoremet.

Företagsekonomiska institutionen vid Stockholms universitets historia började i slutet av 1950-talet som en filial till Handelshögskolan. Undervisningen skedde från början genom att Handelshögskolan upplät ett tiotal platser för intresserade studenter vid Stockholms högskola. Timanställd personal från Handelshögskolan ansvarade för undervisningen från början av 1958. Den drivande kraften bakom institutionens etablerande var T. Paulsson Frenckner (1921–2005), professor vid Handelshögskolan.

1960 gavs Stockholms högskola universitets rang och bytte namn till Stockholms universitet. 1962 uppgraderades Företagsekonomiska till att bli en egen institution. 1970 invigdes universitetets nya huvudbyggnad Södra husen på campus Frescati på Norra Djurgården, och Företagsekonomiska kunde flytta dit från sina tidigare alltför små lokaler i Stockholms innerstad. Institutionen har sedan 1970-talet expanderat kraftigt och är idag Norra Europas största utbildningsinstitution med cirka 4 000 studenter, det vill säga kvantitativt sett större än sin grundare, Handelshögskolan i Stockholm.

### Sveriges riksbanks pris i ekonomisk vetenskap till Alfred Nobels minne
År 1977 tilldelades Bertil Ohlin, professor i nationalekonomi vid Handelshögskolan i Stockholm 1929–1965 Sveriges riksbanks pris i ekonomisk vetenskap till Alfred Nobels minne tillsammans med James Meade, professor vid London School of Economics och därefter Cambridge University, från Storbritannien, priset "för deras banbrytande arbeten inom teorin för internationell handel och internationella kapitalrörelser".

### Staffan Burenstam Linder, rektor 1986–1995
Staffan Burenstam Linder (1931–2000) hade tidigare doktorerat i nationalekonomi under professor Bertil Ohlin, där han sedermera blev professor. Linder var politisk och verkade som riksdagsledamot för Moderaterna samt handelsminister under olika perioder. Linder sågs också som en möjlig efterträdare till Gösta Bohman. Handelshögskolan utsåg honom 1986 som rektor efter Per-Jonas Eliæson.
Linders ledning förändrade perspektivet och ledde till en expansion för högskolan, både i Sverige och internationellt. Linder ville ha en skola i världsklass. Filialer som Stockholm School of Economics in Riga och Stockholm School of Economics in Russia etablerades efter hans initiativ. Expansionen krävde mycket resurser, och Linder ville implementera en affärsmodell liknande amerikanska elituniversitet som Columbia, Yale och Stanford, som i stor utsträckning var beroende av donationer från företag och privatpersoner.
Linder grundade Handelshögskolan i Stockholms partnerprogram och utökade systemet med donationsprofessurer avsevärt. Dessutom initierade han HHS Executive Education, en för vidareutbildning av chefer, som organiserades enligt en företagsmodell.
Innan Linders tid hade högskolan bedrivit Institutet för företagsledning (IFL) för vidareutbildning av chefer, men det var en stiftelse. Vilket förhindrade överföring av vinstmedel till högskolans övriga verksamhet. IFL och HHS Executive Education fusionerades senare till IFL vid Handelshögskolan i Stockholm. Linders arbete ledde till att högskolan fick fler donationsprofessurer än någon annan högskola eller universitet i Nordeuropa. År 2014 lanserades SSE Supporters, ett program för donationer från privatpersoner, inklusive högskolans alumner.

### Grundandet av SSE Riga 1994 och SSE Russia 1997

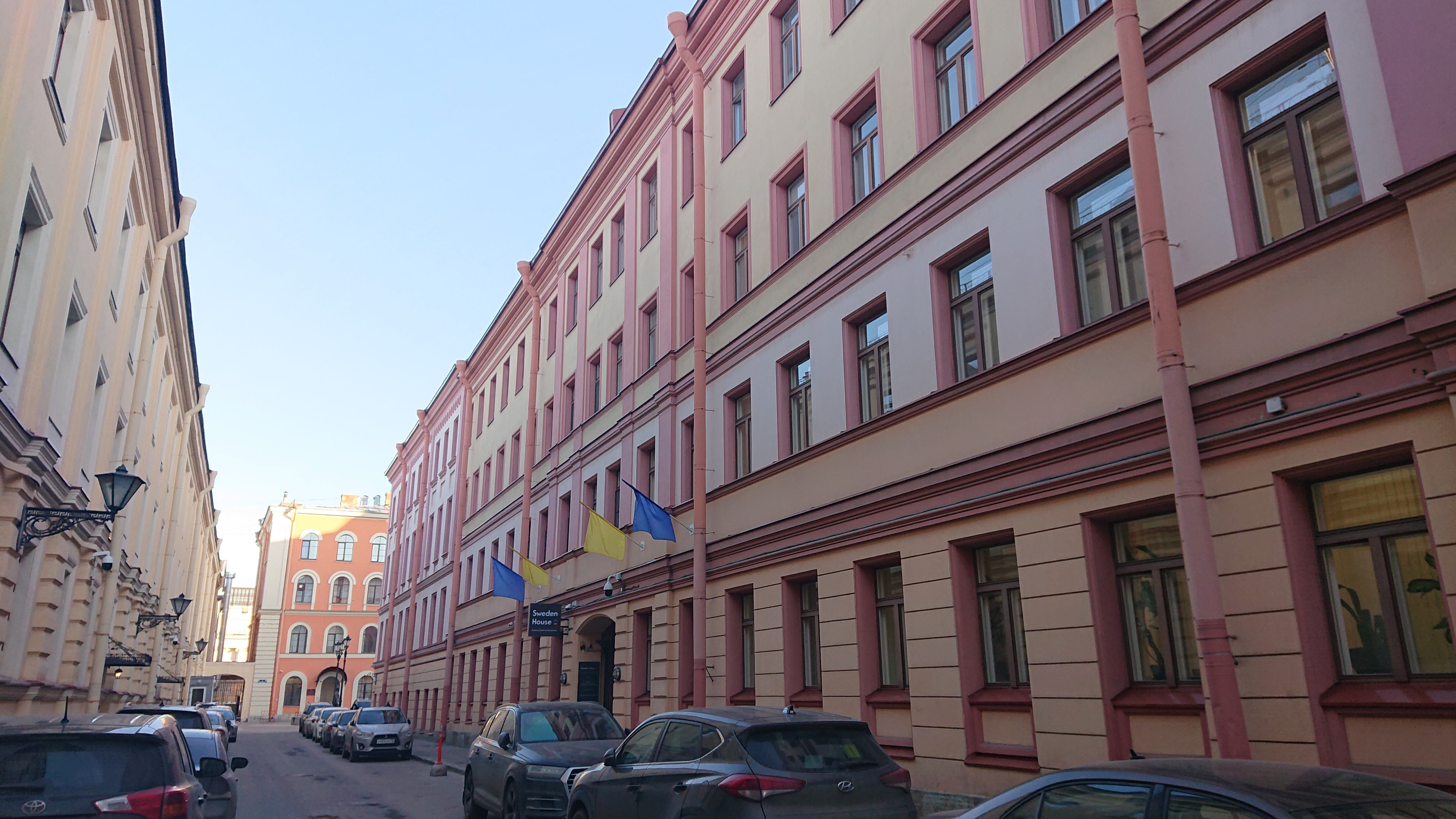
Stockholm School of Economics Russia grundades på initiativ av rektor Linder.

Efter revolutionerna i Östeuropa 1989 och Sovjetunionens upplösning 1991 genomgick länderna i Östeuropa en svår omställning från statskapitalistiska till privatkapitalistiska system. Med stort mänskligt lidande som följd. På initiativ av professor Staffan Burenstam Linder, Handelshögskolan i Stockholms rektor 1986–1995, grundades 1994 filialen Stockholm School of Economics in Riga i Lettland, för att förse de baltiska staterna med utbildade ekonomer. Högskolan i Riga stöds av Sveriges och Lettlands regeringar och erbjuder ekonomie kandidatprogrammet BSc in Business and Economics. 
Linder tog även initiativ till grundandet av ytterligare en filial, i Sankt Petersburg i Ryssland, för att förse Nordosteuropa med utbildade ekonomer. År 1997 grundades Stockholm School of Economics in Russia i Sankt Petersburg och 2003 öppnade denna en filial i Moskva. Högskolan i Ryssland erbjuder bland annat Executive MBA-utbildningar.

### Grundandet av SSE Business Lab AB 2001
Handelshögskolan driver SSE Business Lab AB, en inkubator för utveckling och kommersialisering av affärsidéer. Högskolans studenter, forskare, anställda och alumner som har affärsidéer kan söka till inkubatorn. SSE Business Lab AB grundades 2001 med stöd från bland andra Familjen Erling-Perssons stiftelse. Sedan dess har ett 90-tal företag varit i inkubatorn, bland annat Arkivera Sverige AB, Bubblare.se och Klarna AB, vilket 2012 hade en omsättning på 1,2 miljarder kronor.

### Bildandet av IFL vid Handelshögskolan i Stockholm AB 2004
Stiftelsen Institutet för företagsledning (IFL) hade varit knuten till Handelshögskolan i Stockholm sedan dess grundande 1969. Staffan Burenstam Linder, rektor för Handelshögskolan i Stockholm 1986–1995, var drivande bakom att högskolan, delvis i konkurrens med IFL grundade ett företag för fortbildning av chefer, HHS Executive Education. 2004 förenades IFL och HHS Executive Education till IFL vid Handelshögskolan i Stockholm AB.
IFL vid Handelshögskolan i Stockholm tog 2005 över ett utbildningsinstitut i försäkringsbranschen, Institutet för försäkringsutbildning (IFU), som grundats 1952. IFU är idag del av IFL vid Handelshögskolan i Stockholm och erbjuder affärsutveckling, chefs-, ledarskaps- och försäkringsutbildningar. Överskottet från IFU:s verksamhet går till forskning vid Handelshögskolan i Stockholm.
IFL vid Handelshögskolan i Stockholm inledde 2005 ett samarbete om ledarskapsutbildning med Svenska handelshögskolan i Helsingfors och Vasa i Finland. År 2010 grundade de två organisationerna det samägda Hanken & SSE Executive Education Ab som erbjuder utbildning inom ledarskap och management, strategi, organisatoriska förändringar, redovisning och finansiering samt marknadsföring till företag och organisationer. IFL vid Handelshögskolan i Stockholm äger även IFL & SSE Russia Education AB, där man i samarbete med Stockholm School of Economics in Russia bedriver utbildningsverksamhet i Ryssland.

### Övertagandet av Nordiska detaljhandelshögskolan 2008
Nordiska detaljhandelshögskolan på Campus Roslagen i Norrtälje, grundades av Stiftelsen Nordiska Detaljhandelshögskolan 2002. Företagsekonomiska institutionen vid Stockholms universitet ansvarade för högskolans akademiska grundutbildning 2002–2008 och var delfinansiär i skolan.
Handelshögskolan i Stockholm tog över ansvaret för högskolan år 2009. Vid högskolan ges ekonomie kandidatprogrammet BSc in Retail Management, undervisningen sköts sedan 2010 av Center for Retailing vid Handelshögskolan i Stockholm AB, som ägs av Handelshögskolan.
Verksamheten finansieras av Stiftelsen Nordiska Detaljhandelshögskolan som bland annat består av flera aktörer inom detaljhandeln. Branschorganisationen Svensk Handel stöttar utbildningen. 2015 flyttades verksamheten till Stockholm och campus på Sveavägen.

### 100-årsjubileet 2009
År 2009 firade högskolan sitt 100-årsjubileum, i samband med detta fick skolan stora donationer från ägare som Knut och Alice Wallenbergs stiftelse. En del av pengarna användes för om- och tillbyggnad av huvudbyggnaden på Sveavägen 65, inklusive en ny västlig flygel och inglasning av innergården. Byggnationen påbörjades hösten 2008. Jubileumsgeneralen vid firandet var Professor Richard Wahlund. Under jubileet hölls en serie på 10 föreläsningar vid högskolan dekanus, och boken "Stockholm School of Economics, The first 100 years" publicerades.

### Invigningen av Bertil Ohlins gata 2013
I samband med 2013 års Ohlinföreläsning vid Handelshögskolan döptes den del av Saltmätargatan som ligger norr om Kungstensgatan och bakom Handelshögskolan i Stockholms huvudbyggnad om till Bertil Ohlins gata. Bertil Ohlin var professor i nationalekonomi vid högskolan 1929–1965 och tilldelades Sveriges riksbanks pris i ekonomisk vetenskap till Alfred Nobels minne 1977. Det nya gatunamnet invigdes Stockholms skolborgarråd Lotta Edholm (FP).

### Satsning på konst och humaniora under 2010-talet
Under rektor Lars Strannegårds ledning har skolan satsat på konst och humaniora som del i en breddning av kunskapssynen på lärosätet. Handelshögskolans utbildningsmission sammanfattas som FREE: Fakta- och vetenskapsbaserad attityd, Reflekterande och självmedveten, Empatisk och kulturellt kunnig , Entreprenöriell och ansvarstagande. Lars Strannegård har skrivit en bok, Kunskap som känns: en lovsång till att lära sig något nytt (Mondial 2021) och flera debattinlägg om kunskap och bildning som inte bara involverar hjärnan utan också kropp och själ. Lars Strannegård erhöll 2022 års Humtankpris för att ”ha drivit frågor om samhällets och individens behov av humanistisk bildning”.

## Utbildning

### Antagning
För att bli antagen till skolan går det för svenska studenter utöver direktgruppen (BI) med gymnasiebetyg att söka via alternativt urval (AU), betyg med komplettering (BII), högskoleprovet (HP) samt en urvalsgrupp skolan själv tagit fram kallad särskilda meriter (SM). För antagning till ekonomie masterprogrammen krävs en kandidatexamen samt resultat i GMAT eller GRE, goda språkfärdigheter i engelska och ett motivationsbrev med mera. Masterprogrammen skiljer sig åt i antagningskraven.

### Betygssättning
Beräkning av högskolepoäng och betygssättning vid högskolan sker enligt det europeiska European Credit Transfer and Accumulation System (ECTS).

### Ekonomie kandidatprogram
Termin 1-3 fokuserar på traditionella ekonomiämnen men också på hållbarhet och entreprenörskap. Termin 4-6 kan studenterna välja specialiseringar och valbara kurser och termin 6 avslutas med en kandidatuppsats.
Handelshögskolan i Stockholm hade tidigare genom avtal med Utbildningsdepartementet ensamrätt att använda benämningen civilekonomexamen som beteckning på examen för sitt 4-åriga ekonomie magisterprogram. Från och med det akademiska året 2007–2008 Bologna-anpassades och blev tre 3-åriga ekonomie kandidatprogram och fem 2-åriga ekonomie masterprogram. Hösten 2020 öppnades samtliga kandidatprogram för internationella studenter. 

#### Sverige
- BSc in Business and Economics - företags- och nationalekonomi, 321 inskrivna studenter år 2021. [50] :Stockholm
- BSc in Retail Management - Ekonomie kandidatprogram i detaljhandel, 60 inskrivna studenter år 2021[50] (ges av Center for Retailing vid Handelshögskolan i Stockholm AB, tidigare av Företagsekonomiska institutionen)

#### Lettland
- BSc in Business and Economics - Ekonomie kandidatprogram i företags- och nationalekonomi (180 hp) (ges vid Stockholm School of Economics in Riga).

### Ekonomie masterprogram

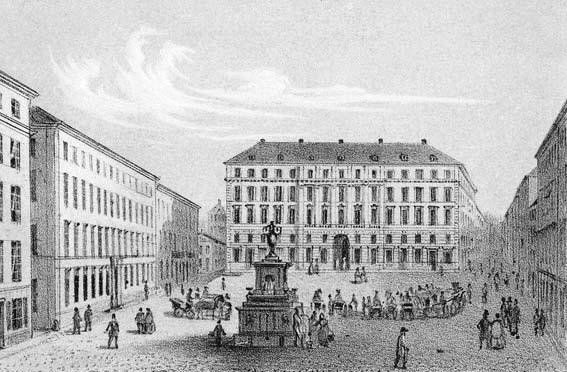
Handelshögskolan låg från sitt grundande 1909 till 1926 i Brunkebergs hotell vid Brunkebergs torg 2 i Stockholm, där man hyrde lokaler. 1926 flyttade högskolan till en nyuppförd byggnad vid Sveavägen 65 i Stockholm.

Vid Handelshögskolan i Stockholm erbjuds fem 2-åriga ekonomie masterprogram. Dessa riktar sig till svenska och utländska studenter. 2021 hade Handelshögskolan 379 studenter inskrivna på masterprogrammen. Av dessa var 177 (47 %) kvinnor och 202 (53 %) män. 41% av dem var internationella studenter. Ekonomie masterprogrammen ges på engelska.

### Ekonomie doktorsprogram

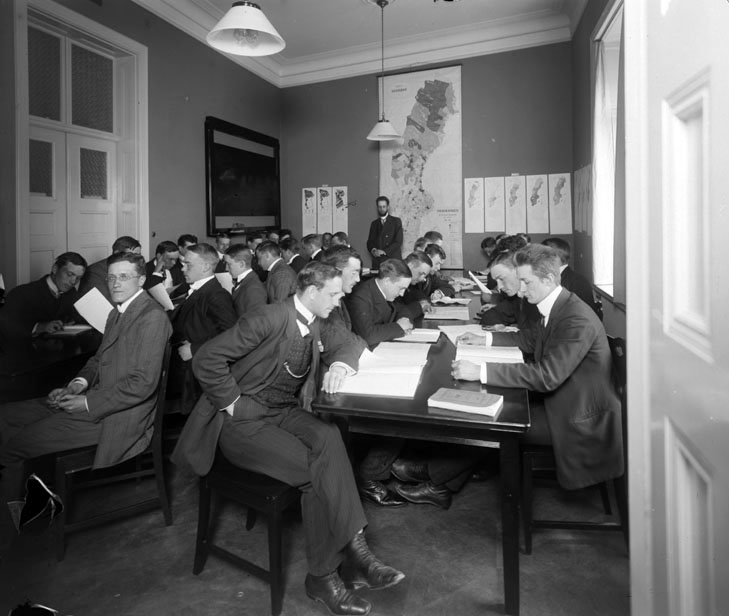
Ett trettiotal män i en läsesal på Handelshögskolan vid Brunkebergstorg 2, år 1911. Eli Heckscher längst bak framför kartan, Lars Ture Bohlin böjd över en bok vid högra bordet.

Forskarutbildningen som är på 240 högskolepoäng bedrivs inom tre program. Dessa är Phd in Business Administration, Phd in Economics(nationalekonomi), Phd in finance(nationalekonomi)

### Vidarebildning
Handelshögskolan i Stockholm driver fortbildning för yrkesverksamma, genom SSE Executive Education (tidigare Institutet för företagsledning, IFL).
Företaget fortbildar chefer genom företagsinterna program med ett företag som uppdragsgivare, konsortieprogram med flera företag som uppdragsgivare och öppna program. Vidareutbildningen riktar sig till företag och verksamma inom både privat och offentlig sektor. Företaget har verksamhet i Sverige och i andra länder, bland annat genom Hanken & SSE Executive Education Ab i Finland och IFL and Stockholm School of Economics in Russia AB i Ryssland. Det rankades 2014 som Nordeuropas bästa och världens 29:e bästa fortbildningsinstitution för chefer av den brittiska dagstidningen Financial Times.
Handelshögskolan driver även vidareutbildning för chefer och ledare genom sina egna program Executive MBA.

### Rankning
- Handelshögskolan rankades på plats 20 bland handelshögskolor i Europa år 2022 av affärstidningen Financial Times.[56]
- Handelshögskolan rankades på plats 401-500 av The Academic Ranking of World Universities (ARWU) 2022.[57]
- Skolan kom ej med på QS Universitetsvärldsrankning men kom 2023 på plats nummer 56 i ämnet nationalekonomi.[58]
- Handelshögskolan kom inte med på Times Higher Education's lista år 2023.[59]
- Skolans Master in management (MIM) är rankad nummer 4 i världen år 2022 av affärstidningen Financial Times.[60]

### Efter examen
Bland de som tog kandidatexamen år 2021 började 57 procent arbeta efter avslutade studier medan 40 procent gick vidare till andra studier. Bland de senare fortsatte 79 procent att studera vid Handelshögskolan och 20 procent valde andra skolor.
Bland de som tog masterexamen år 2021 fanns 58 nationaliteter representerade. De flesta alumner av svensk nationalitet började sina karriärer i Sverige, medan de flesta alumner med annan nationalitet påbörjade sina karriärer utomlands. Sverige, Tyskland, Storbritannien och Schweiz är de vanligaste länderna att arbeta i.

## Byggnader och campus
Skolans verksamhet är koncentrerad till ett område sydöst om parken Observatorielunden i stadsdelen Vasastaden i Stockholms innerstad, där högskolan äger flera fastigheter längs gatorna Bertil Ohlins gata, Holländargatan, Kungstensgatan, Rådmansgatan och Sveavägen. 2022 förvärvade Handelshögskolan Studentpalatset vid Norrtullsgatan 2, intill Observatorielunden, och utvidgade därmed sitt campus ansenligt. Byggnaden uppfördes 1925-27 och är ritad av arkitekt Erik Lallerstedt i nordisk klassicism och ägdes länge av Stockholms universitet. Palatset, som har fem våningar och en yta på ungefär 4500 kvadratmeter. 
Handelshögskolan i Stockholms huvudbyggnad ligger på Sveavägen 65. En del av högskolans forskning bedrivs vid Stockholm School of Economics Institute for Research (SIR), som även det ligger på Sveavägen 65. SSE Executive Education, ett företag som ägs av högskolan och bedriver fortbildning för chefer, ligger också på Sveavägen 65. SSE Business Lab AB ligger på Saltmätargatan 19A.

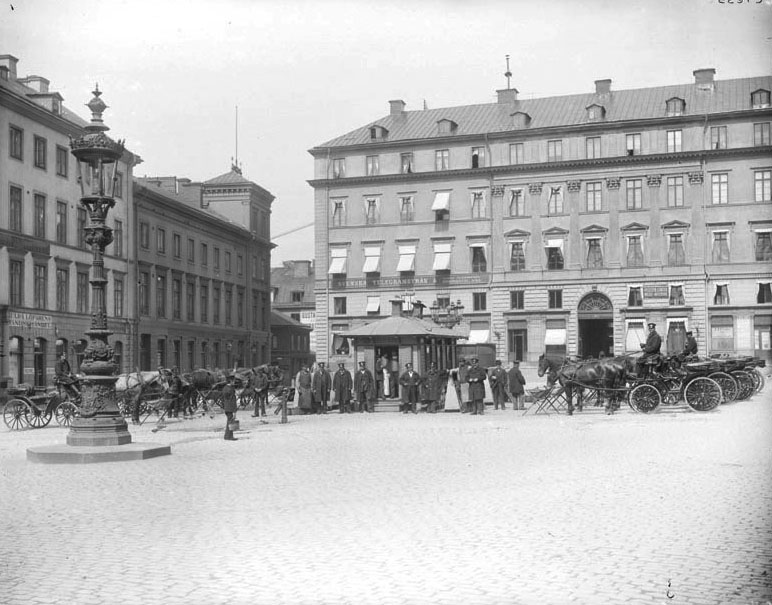
Brunkebergs hotell uppfördes 1837–1841 efter ritningar av arkitekt Per Axel Nyström och revs 1969 under Norrmalmsregleringen. På dess plats ligger idag Sveriges Riksbank.

Handelshögskolan i Stockholms lokaler vid Observatorielunden kan nås via Rådmansgatans tunnelbanestation längs den gröna linjen i Stockholms tunnelbana.

### Brunkebergs hotell, högskolans huvudbyggnad 1909–1926
Handelshögskolan i Stockholm låg från sitt grundande 1909 till 1926 på Brunkebergstorg 2 (fastigheten Skansen 20), bakom det som idag är Kulturhuset, där lokaler hyrdes i Brunkebergs hotell på våning 2 och halva våning tre. Brunkebergs hotell revs år 1969 i samband med Norrmalmsregleringen, då de gamla Klarakvarteren revs för att ge plats åt det moderna Stockholms city. På dess plats uppfördes 1976 Riksbankshuset för Sveriges riksbank, efter ritningar av arkitekt Peter Celsing.

### Ivar Tengboms byggnad vid Sveavägen 65, färdigställd 1925
Med tiden ökade antalet studenter och det begränsade utrymmet i Brunkebergs hotell räckte inte till. Beslut fattades om att en ny, mer ändamålsenlig byggnad skulle uppföras för skolan vid Sveavägen 65 (fastigheten Sandgropen 7), efter ritningar av arkitekt Ivar Tengbom. Tengbom använde ett italienskt renässanspalats som förebild. Byggnaden var färdigställd vid slutet av 1925 och året därpå flyttade verksamheten in i de nya lokalerna. Handelshögskolans första rektor Carl Hallendorff ansvarade för flytten.
Huvudbyggnaden vid Sveavägen 65 byggdes under efterkrigstiden ut med en sydlig flygel med fasad i gult tegel längs Kungstensgatan. Den nya sydliga flygeln var avsedd för administration och forskning. Även tre underjordiska eller delvis underjordiska föreläsningssalar byggdes, namngivna efter skolans donatorer, KAW (Knut och Alice Wallenbergs stiftelse), Torsten (Torsten Söderbergs stiftelse) och Ragnar (Ragnar Söderbergs stiftelse).

#### Bibliotek
Högskolans bibliotek är beläget på de högre våningarna i Handelshögskolan i Stockholms huvudbyggnads norra flygel, innanför dess burspråk och kupol, vilka utgör del av byggnadens fasad mot Observatorielunden och Stockholms stadsbibliotek.
Inuti den sfäriska kupolen finns fyra mindre, cirkulära våningsplan (våningar 7–10) med specialanpassade bokhyllor och läsplatser med utsikt över Observatorielunden och Stockholms stadsbibliotek. En spiraltrappa förbinder kupolens olika våningar med resten av biblioteket. De cirkulära våningsplanen i kupolen, kallas för "Boktornet".
Handelshögskolans bibliotek var ursprungligen slutet, det vill säga endast bibliotekets personal hade tillträde. Idag har dock skolans studenter och forskare rätt att besöka samlingarna och själva hämta de böcker de vill låna. Biblioteket har till stor del kvar sin originalinredning från byggnadens invigning år 1926, inkluderande väggbeklädnader i form av mörka ek- och valnötsträpaneler, innerväggar av ek och infattat glas samt ornamentering i smidesjärn.

### Fastigheter anskaffas på Holländargatan och Saltmätargatan

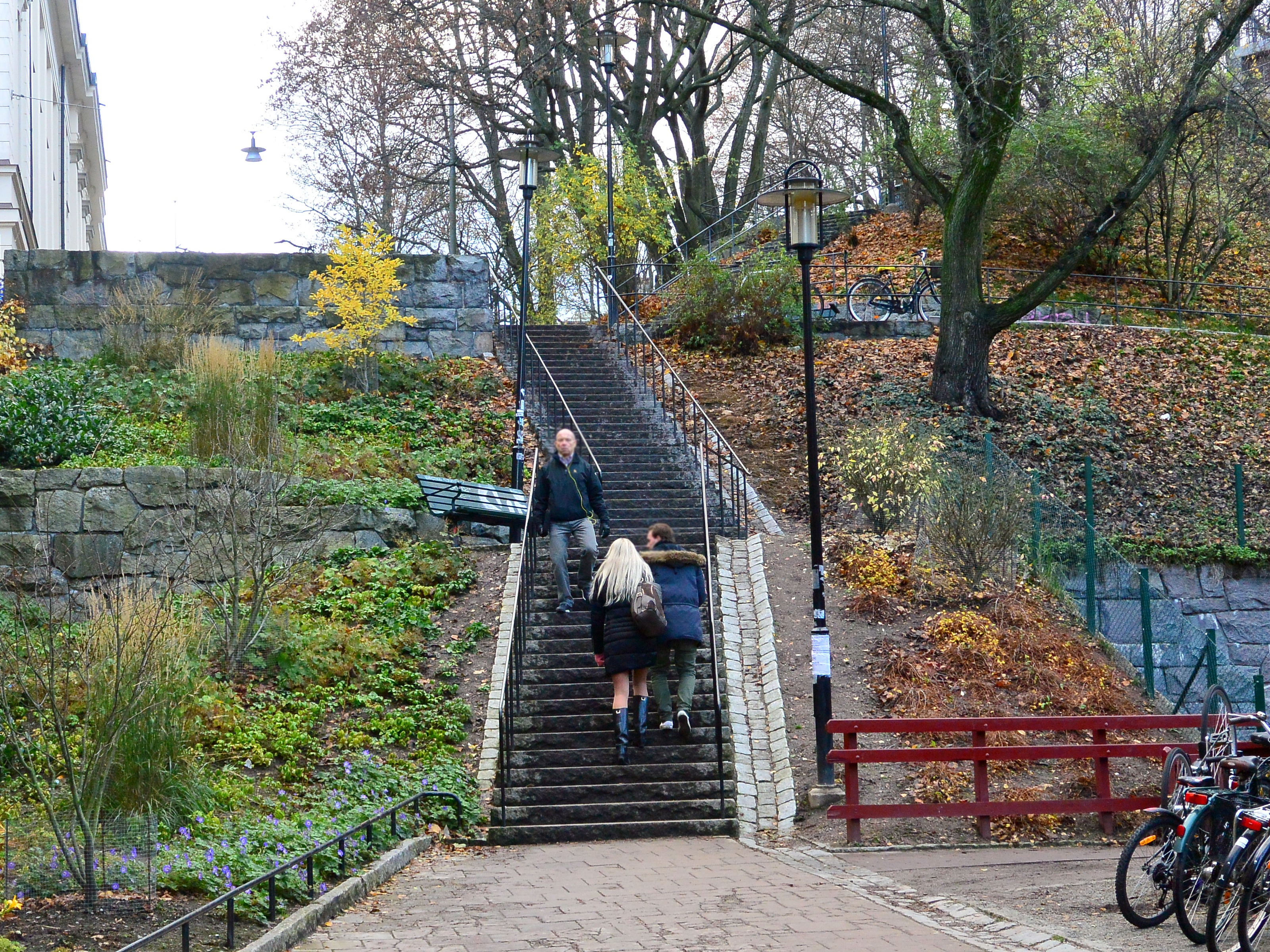
Kungstenstrappan förbinder Handelshögskolan med Holländargatan och Stockholms universitets (tidigare Stockholms högskola) gamla huvudbyggnad på Kungstensgatan 45.

Skolan har också kunnat expandera genom anskaffandet av flera fastigheter på Holländargatan (fastigheten Luftspringaren 20, tidigare tillhörande Stockholms universitet, bland annat Stockholms universitets kårhus), Saltmätargatan (kvarteret Luftspringaren) och Lidingö.
Det var i Stockholms universitets kårhus som den så kallade Kårhusockupationen ägde rum under majrevolten i Sverige 1968 och utbildningsminister Olof Palme höll ett berömt tal till studenterna. Planer har tidigare även funnits på inköp av Stockholms högskolas tidigare huvudbyggnad på Kungstensgatan 45, vilken kan nås från Handelshögskolans huvudbyggnad via Kungstenstrappan.
År 2012 revs två av de underjordiska föreläsningssalarna, Torsten och Ragnar, på Sveavägen 65 och en västlig flygel med fasad i glas och stål med administration och föreläsningssalar byggdes. Två nya föreläsningssalar, också kallade Torsten och Ragnar, har byggts i den nya västliga flygeln. I samband med tillbyggnaden byggdes även ett tak över skolans innergård, vilket lett till skapandet av en sluten innergård. Den slutna innergården används för representation och som studieplats för skolans studenter.

### Förvärvet avStudentpalatset2022
År 2022 förvärvade Handelshögskolan Studentpalatset från Akademiska Hus. Huset är ritat av arkitekt Erik Lallerstedt och är ett typexempel på nordisk klassicism (internationellt kallad Swedish Grace). Det uppfördes 1925–1927 och är sedan 1995 ett statligt byggnadsminne. Studentpalatset var länge i Stockholms högskolas (senare Stockholms universitets) ägo och har använts både för fakultet och studenter. Byggnaden är 4500 m2 stor fördelade på fem våningar. Förvärvet innebär att Handelshögskolan utökade sitt campus så att det sträcker sig över Observatorielunden.

### Konstverk

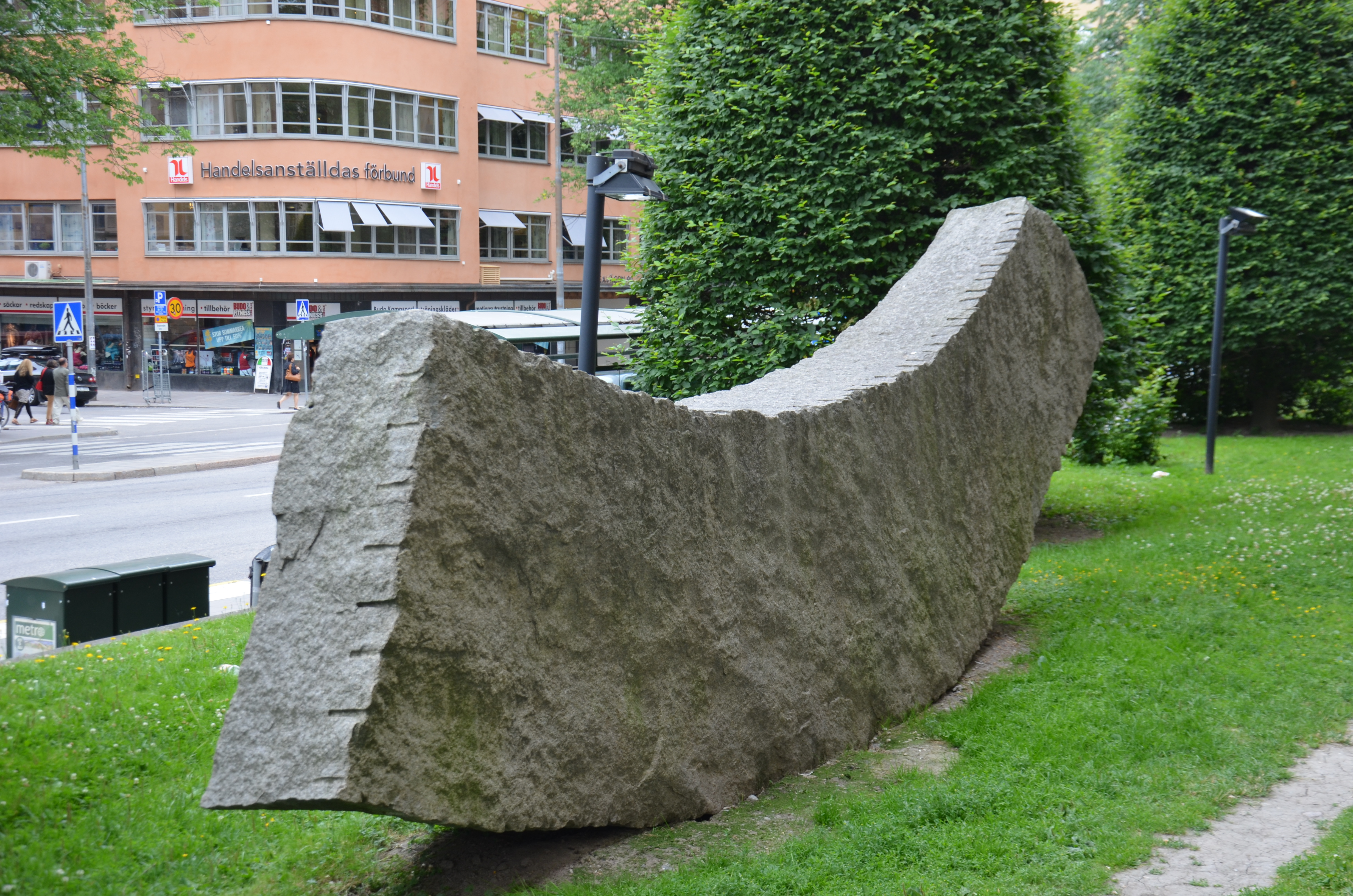
Skulpturen Arch av Claes Hake utanför Handelshögskolans huvudbyggnad. Hakes Arch finns även i Göteborg, Malmö och Umeå. Hake är känd för Södra porten i Göteborg.

Handelshögskolan har haft eller har ett antal konstverk i och i anslutning till sina byggnader. Bland dess märks nedanstående.
Uppställning: Konstnär, konstverkets namn, beskrivning
- Ansgar Almquist (1889–1973), Hermes (köpmännens gud i grekisk mytologi, även känd som Merkurius i romersk mytologi), skulptur vid huvudbyggnads ytterfasad mot Sveavägen, även stenreliefer i fönsterkornischer på fasaderna mot Sveavägen och Observatorielunden
- Olle Bærtling (1911–1981), Xral, stålrörsskulptur norr om Handelshögskolan i Stockholms huvudbyggnads entré
- Lars Erik Falk (född 1922), skulptur vid Handelshögskolans huvudbyggnad
- Claes Hake (född 1945), Arch, skulptur i granit söder om Handelshögskolans huvudbyggnads entré vid Sveavägen
- Berta Hansson (1910–1994), Uhuru (1968), applikation, Handelshögskolan i Stockholm
- Folke Ricklund (1900–1986), dekorationsmålningar i Handelshögskolans byggnad på Holländargatan
- Sigurd Wallin (1916–1999), porträtt av Gerhard Törnqvist (professor i företagsekonomi vid Handelshögskolan 1934–1960)

## Organisation

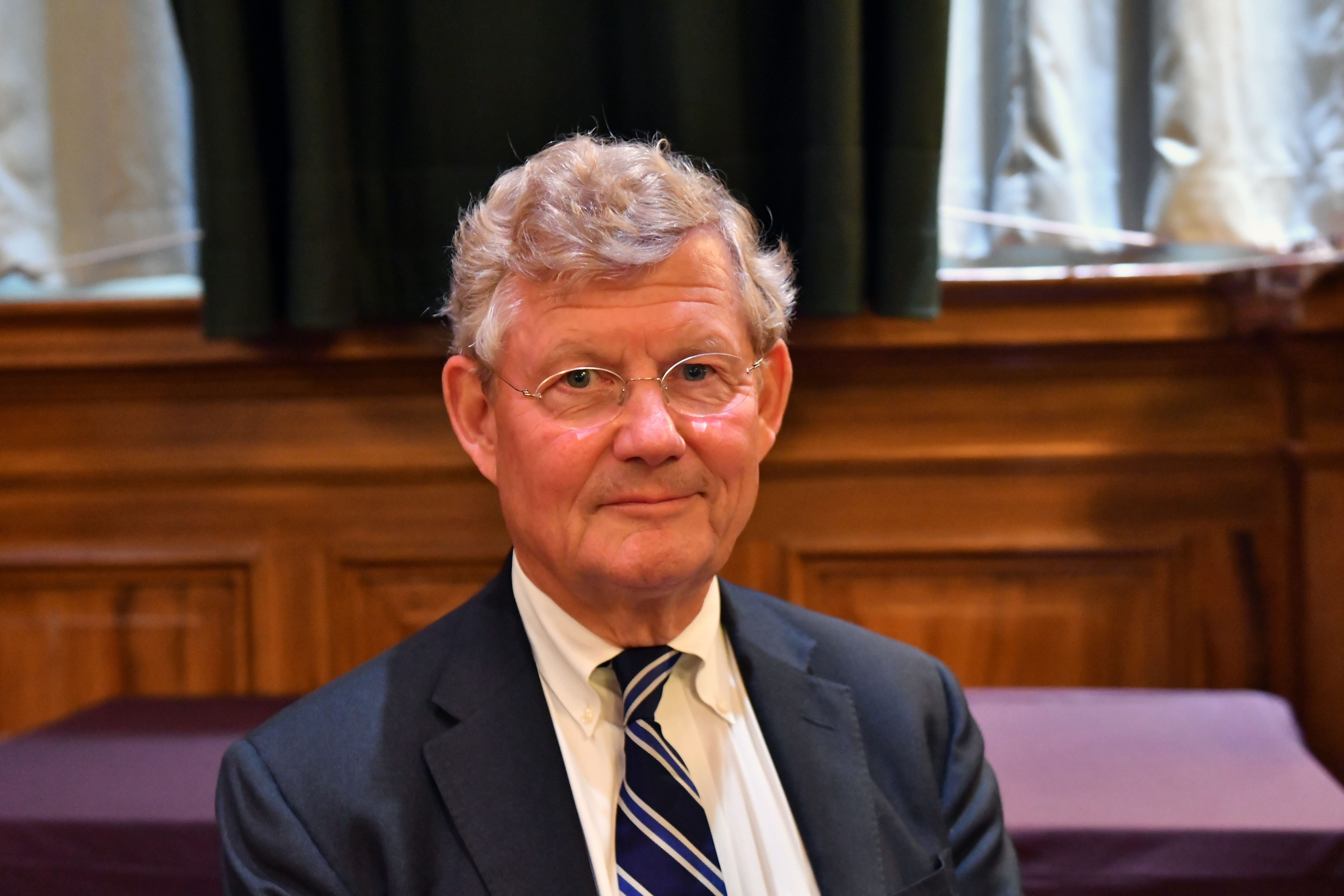
Jacob Wallenberg, ledamot av Handelshögskoleföreningens styrelse och ledamot av Handelshögskolans direktion sedan 2002.

### Enskild utbildningsanordnare
Handelshögskolan är enligt Universitetskanslersämbetets terminologi en enskild utbildningsanordnare, som ägs och drivs av en annan aktör än staten, i Handelshögskolans fall den ideella föreningen Handelshögskoleföreningen som är skolans högsta beslutande organ. Regeringen har gett högskolan rätt att utfärda högskoleexamina enligt den svenska examensordningen och rätt att utfärda examina på forskarnivå. Andra exempel på enskilda utbildningsanordnare är Chalmers tekniska högskola och Högskolan i Jönköping.

### Handelshögskoleföreningen – styrelse
Föreningens styrelse, som består av representanter för Handelshögskolans ägare, är högskolans högsta beslutande organ. Styrelsen består av åtta ledamöter och en sekreterare. Bland föreningens tidigare ordförande märks Knut Agathon Wallenberg (ordf. 1906–1938), Jacob Wallenberg (ordf. 1943–1968) och Peter Wallenberg (ordf. 1989–2001). För närvarande är Jacob Wallenberg föreningens ordförande och Carl-Johan Bonnier vice ordförande.

### Handelshögskolans styrelse – högskolans högsta verkställande organ
Handelshögskolan i Stockholms styrelse är högskolans högsta verkställande organ. Den ska verkställa de beslut som fattats av Handelshögskoleföreningens styrelse, som representerar högskolans ägare. Direktionen utser högskolans rektor och professorer.
Styrelsen består av fjorton ledamöter. Ledamöterna utses av Handelshögskolan i Stockholms intressenter; olika intressenter har rätt att utse olika många ledamöter. Sveriges regering har rätt att utse en ledamot för en tid som regeringen bestämmer, högskolans rektor är garanterad en plats, Handelshögskoleföreningens styrelse utser åtta ledamöter, Stockholms stad utser en ledamot, Handelshögskolans fakultetsforum två ledamöter och Handelshögskolans studentkår en ledamot för en tid som kåren bestämmer, vanligtvis kårordföranden.
Bland styrelsens ordinarie ledamöter återfinns idag ordförande Laurent Leksell (utsedd av Handelshögskoleföreningen), rektor Lars Strannegård (ex officio, det vill säga utsedd på grund av sin befattning som högskolans rektor), vice ordförande Per-Olof Söderberg och Johan Forssell (utsedda av Handelshögskoleföreningen), Lena Gustafsson (utsedd av regeringen), Bertil Andersson, Ulla Litzén (utsedd av Handelshögskoleföreningen), Katarina Martinson (utsedd av Handelshögskoleföreningen), Helena Stjernholm (utsedd av Handelshögskoleföreningen), Magnus Johannesson och Karl Wennberg (utsedda av Handelshögskolans fakultetsforum), Laura Hartman och suppleant Benjamin Dousa (utsedda av Stockholms stad), Wilma Liewendahl (kårordförande Handelshögskolans studentkår 2022), suppleant Mette Sandoff (utsedd av regeringen), suppleant Tindra Hedlund (kårordförande Handelshögskolans studentkår 2021).

### Rektor

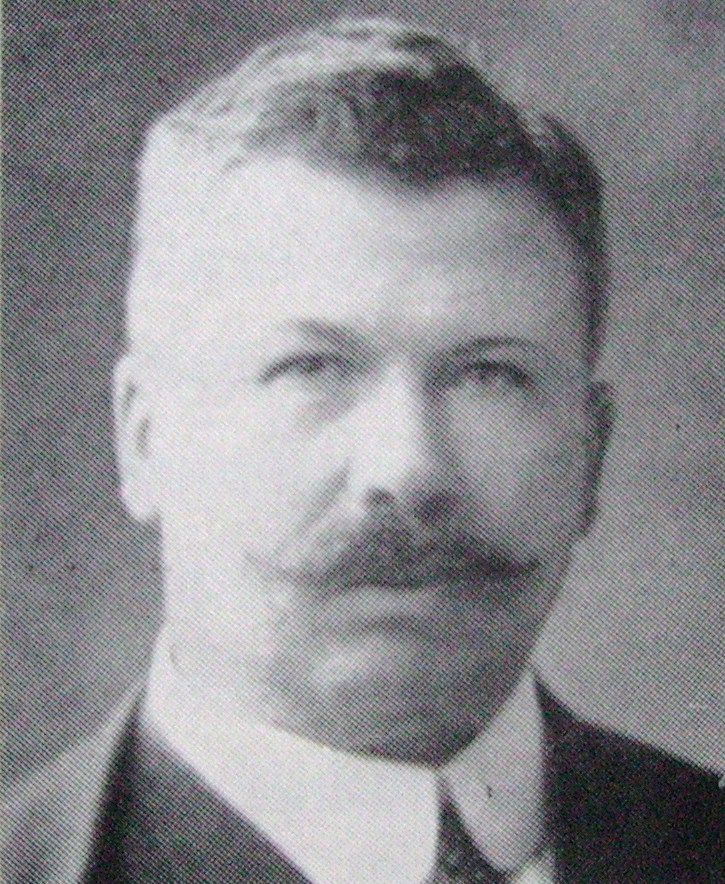
Carl Hallendorff, docent i historia vid Uppsala universitet, utsågs 1909 till Handelshögskolan i Stockholms första rektor, en tjänst han kom att ha i 20 år.

Högskolans rektor utses av Handelshögskolan i Stockholms direktion, högskolans högsta verkställande organ. Rektor är garanterad en plats i Handelshögskolans direktion ex officio, det vill säga genom sitt ämbete.
Den 12 maj 2014 utsåg direktionen professor Lars Strannegård till Handelshögskolan i Stockholms rektor. Strannegård tillträdde som rektor den 1 juni 2014. Han efterträdde Karl-Olof Hammarkvist, som var tillförordnad rektor 2013–2014. Strannegård har varit professor i företagsekonomi vid Uppsala universitet och innehar sedan 2010 Bo Rydins och SCA:s professur i företagsekonomi med särskild inriktning mot ledarskap vid Handelshögskolan i Stockholm. Han var prorektor (vice rektor) för högskolan 2012–2014.

### Institutioner
Handelshögskolan har sju institutioner som driver forskning och utbildning.
- Institutionen för entreprenörskap, innovation och teknologi
- Institutionen för finansiell ekonomi
- Institutionen för företagande och ledning
- Institutionen för marknadsföring och strategi
- Institutionen för nationalekonomi
- Institutionen för redovisning och finansiering
- Institutionen för rättsvetenskap och språk

### Institut

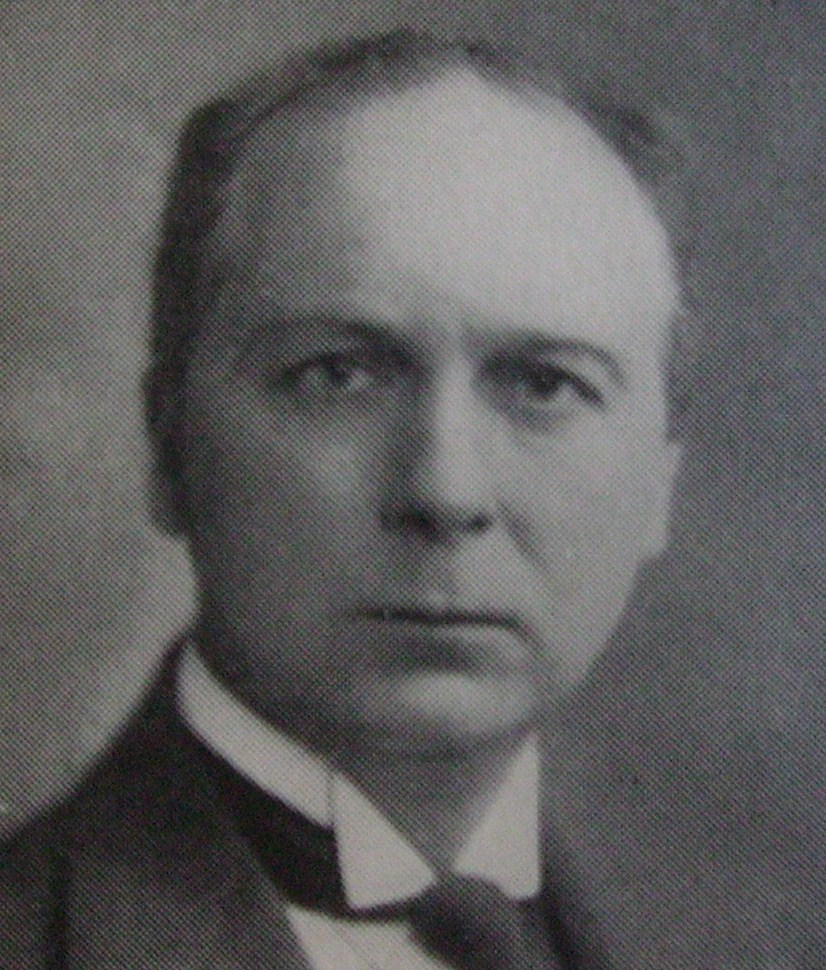
Martin Fehr (1885–1938), Handelshögskolan i Stockholms andra rektor 1929–1936.

Utöver institutionerna finns det sju forskningsinstitut som är kopplade till Handelshögskolan. Det finns två typer av institut, dels de som är helt integrerade i Handelshögskolans organisation och dels de som har en relativt självständig verksamhet.

#### Integrerade forskningsinstitut
Stockholm School of Economics Institute for Research (SIR)
Stockholm School of Economics Institute for Research (tidigare Ekonomiska forskningsinstitutet, EFI) är Handelshögskolan i Stockholms största institut. Det fungerar som en paraplyorganisation och koordinerar verksamheten för Handelshögskolans 34 forskningscentra. Dessa center finansieras av externa medel som erhållits i konkurrens med andra forskare. Centren är nära kopplade till Handelshögskolan, dels genom att de leds av seniora forskare ur fakulteten, dels genom att många forskare också undervisar på skolan. SIR delar årligen ut ett pris, kallat the SSE Research Award.

#### Anknutna forskningsinstitut
De anknutna forskningsinstituten har en mer självständig ställning mot högskolans moderorganisation. Forskningsverksamheten vid dessa är inte underställd SIR. Flera av dem erbjuder också kurser i Handelshögskolans olika utbildningsprogram. Förutom instituten nedan finns också MiDa /Institute for Micro Data) som sedan 2020 forskning som bygger på insamlandet och användningen av så kallad mikrodata. Men även institutet Misum (Mistra Center for Sustainable Markets) som grundades 2015 som ämnar bedriva forskning som ska öka förståelsen för och styra övergången mot hållbara marknader.
Stockholm Institute of Transition Economics (SITE)
SITE (svenska: Östekonomiska institutet, ÖEI) bedriver ekonomisk forskning om länder med låga eller medelinkomster, med särskild tonvikt på länderna i Öst- och Centraleuropa och dessas övergång från statskapitalistiska till privatkapitalistiska samhällssystem. SITE har etablerat oberoende tankesmedjor med inriktning mot ekonomisk politik i länderna i det forna Sovjetunionen och i Central- och Östeuropa, bland annat Centre for Economic and Financial Research (CEFIR) i Moskva, samt även tankesmedjor i Riga, Kiev och Szczecin i Polen. SITE:s direktör är ek.dr Torbjörn Becker.
The European Institute of Japanese Studies (EIJS)
EIJS (svenska: Japaninstitutet) bedriver forskning om japanska och sydostasiatiska ekonomier och samhällen, med tonvikt på frågor som påverkar Europa. Institutet grundades 1992 och var då det första forskningsinstitutet i Europa specialiserat på Japans ekonomi. EIJS uppmärksammades i media då Japans kejsare Akihito besökte institutet i samband med det första japanska statsbesöket någonsin i Sverige år 2000. Det blev även uppmärksammat 2003 då institutet under ledning av dess dåvarande direktör Magnus Blomgren anordnade en kurs i marknadsekonomi för Nordkoreas ledning, i Vietnam. EIJS:s direktör är Patrik Ström. Marie Söderberg är professor vid institutet.
The Institute for Economic and Business History Research (EHFF)
EHFF (svenska: Institutet för ekonomisk-historisk och företagshistorisk forskning, benämndes Institutet för ekonomisk-historisk forskning, EHF, 1929–2006) grundades på initiativ av Eli Heckscher 1929. Det bedriver forskning om ekonomisk och finansiell historia för att skapa kunskap om mekanismerna som formar ekonomisk utveckling på kort och lång sikt. Institutets direktör är ek.dr Erik Lakomaa.
The Stockholm China Economic Research Institute (SCERI, tidigare China Economic Research Center, CERC)
SCERI (svenska: Kinainstitutet) grundades med hjälp av bidrag från telekomföretaget Ericsson och bedriver forskning angående Kina och dess påverkan på den globala ekonomin, utländska investeringar i Kina och handel med Kina, ekonomisk och finansiell policy. 2010 grundade institutet Stockholm China Alliance, ett samarbete mellan SCERI, China and Global Security Program vid Stockholms internationella fredsforskningsinstitut (SIPRI) och Stockholm Environmental Institute (SEI). Samarbetet grundades som del i firandet av 60-årsminnet av att Sverige som första västerländska land inledde diplomatiska förbindelser med Folkrepubliken Kina 1950. Direktör är Anders C. Johansson.

#### Avvecklade och ej längre anknutna forskningsinstitut

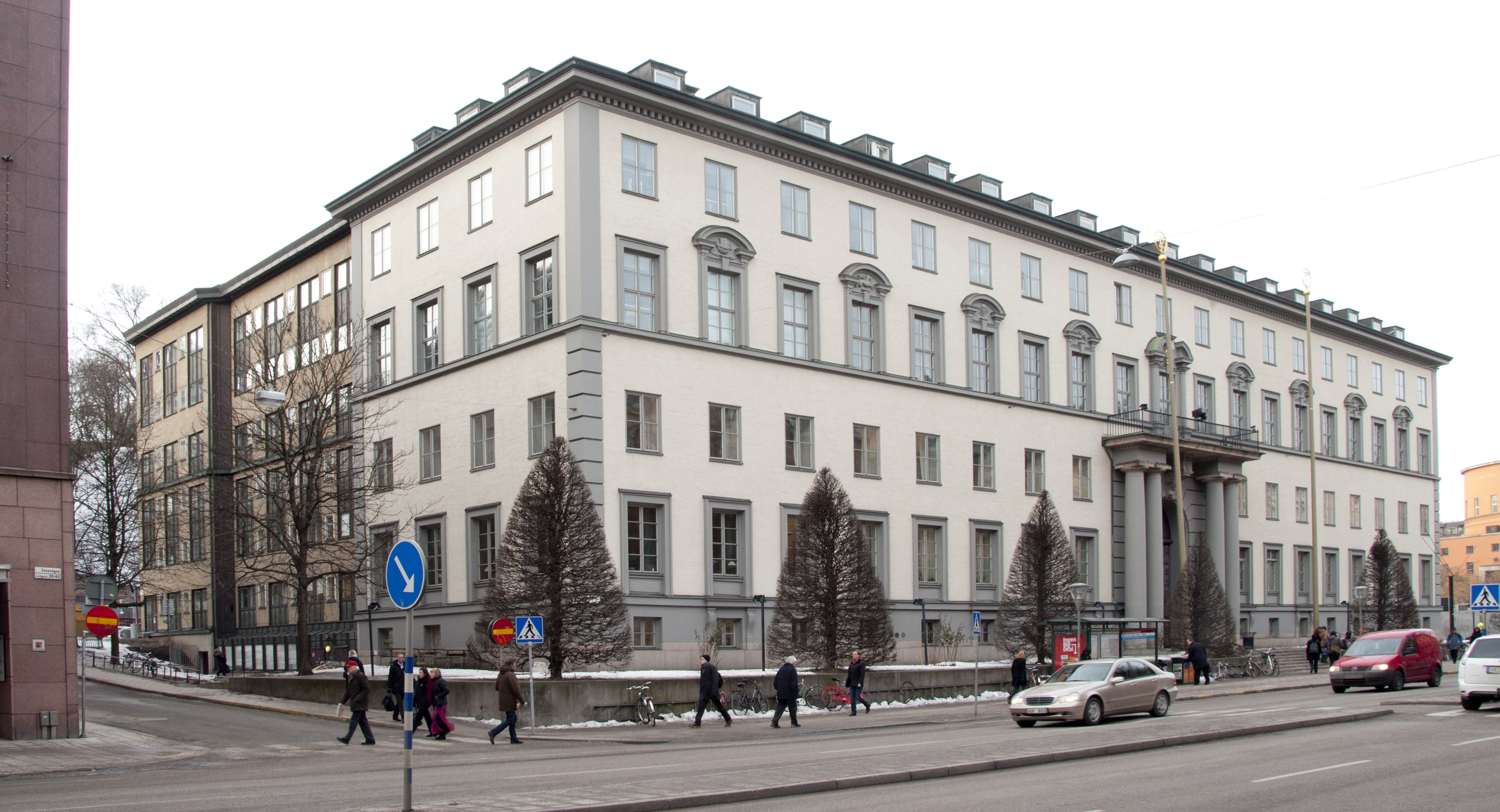
Handelshögskolans huvudbyggnads östra och södra fasad vid korsningen Sveavägen-Kungstensgatan. Handelshögskolans huvudbyggnad ritades av arkitekt Ivar Tengbom och uppfördes 1925. Stora porten ligger vid Sveavägen 65, Kopparporten ligger vid Kungstensgatan 32.

Ekonomiska forskningsinstitutet (EFI) 1929–2010
Grundat 1929, verksamheten överfördes till Stockholm School of Economics Institute for Research (SIR) 2010.
Iberoamerikanska biblioteket och institutet 1951–1969
Grundat 1951, en av de drivande krafterna bakom institutets tidiga utveckling var Magnus Mörner af Morlanda (1924–2012), föreståndare för dess bibliotek 1953–1965. Institutet gavs en mer självständig ställning gentemot Handelshögskolan, blev nationellt centrum för latinamerikastudier och bytte namn till Latinamerikainstitutet (engelska: Stockholm Institute of Latin American Studies, LAIS) 1969. Institutet integrerades i Stockholms universitet 1977, den första ordföranden för den nya organisationen var Gunnar Myrdal och dess första direktör var Magnus Mörner af Morlanda, 1969–1976.
Institute of International Business (IIB) 1975–200?
Grundat 1975, institutet avvecklades i början av 2000-talet, verksamheten överfördes till andra institut och institutioner.
Swedish Institute for Financial Research (SIFR)
SIFR bedrev ursprungligen fristående forskning inom finansiell ekonomi med målsättningen att minska klyftan mellan akademisk forskning och praxis i finansbranschen. Verksamheten vid SIFR finansierades av Stiftelsen för finansforskning. 2016 införlivades SIFR under Swedish House of Finance vid Handelshögskolan.
Scandinavian Institutes for Administrative Research (SIAR) 1966–1971
SIAR var ett forskningsinstitut grundat av professor Eric Rhenman och fyra andra professorer vid Handelshögskolan i Stockholm 1966. SIAR var ett forskningsinstitut  fram till 1971, men kom senare att bli ett konsultföretag under 1970-talet.

### Forskningscentra

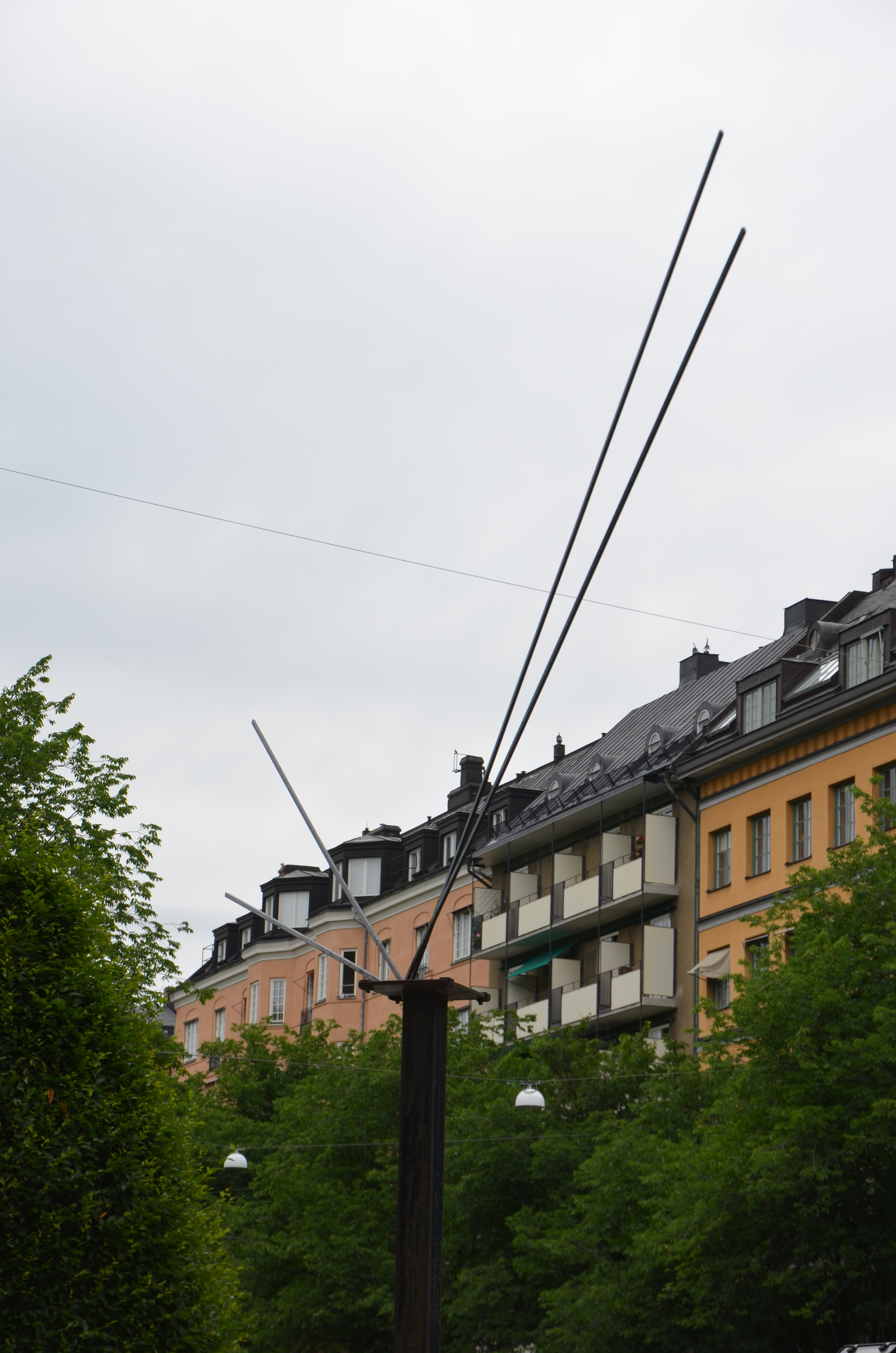
Olle Bærtlings (1911–1981) skulptur Xral. Bertling är även känd för skulpturerna Xue, Xuf och Xug i Halmstad, Yz vid Stockholms universitet och Yzip i Saltsjöbaden.

Handelshögskolan i Stockholm har 20 forskningscentra som ingår i Stockholm School of Economics Institute for Research (SIR)

### Forskningshus
Handelshögskolan har tre forskningshus: Swedish House of Finance, House of Innovation och House of Governance and Public Policy. Det är forskningsmiljöer som särskilt stärker Sveriges konkurrenskraft genom att närma sig forskningsämnen som anses ha stor betydelse för svensk akademi och näringsliv. Forskningshusen försöker i högre grad än institutioner och forskningscentra att involvera intressenter från näringsliv och samhälle i samtal och kunskapsspridning och kan inbegripa såväl en institution som flera forskningscentra.
Swedish House of Finance (SHOF)
SHOF (svenska: Nationellt centrum för finansforskning) är ett nationellt forskningscentrum med inriktning mot finansiell ekonomi. Centret samarbetar med SIR och Swedish Institute for Financial Research. Genom att utnyttja resurser hos dessa, SHOF:s eget datacenter och ett omfattande utbytesprogram, har man skapat ett av de främre institutionerna för finansmarknadsforskning i Europa. 2010 utsåg Verket för innovationssystem (Vinnova), en svensk myndighet som finansierar forskning och utveckling, SHOF till nytt nationellt centrum för finansmarknadsforskning. I samband med utnämnandet tillkännagavs att Vinnova skulle delfinansiera centret med 15 miljoner kronor per år i 10 år, till 2010. Detta var det enskilt största anslaget Handelshögskolan i Stockholm och svensk finansforskning någonsin har fått. Centrets direktör är professor Bo Becker.
House of Innovation (HOI)
House of Innovation (HOI) är en tvärvetenskaplig forsknings- och utbildningsmiljö inom innovation, digitalisering och entreprenörskap. HOI har fem forskningscentran knutna till sig: Scania Research Center, The Garden, Jacob and Marcus Wallenberg Center for Innovative and Sustainable Business Development, MISUM Sustainable Business Development Platform och Center for Data Analytics.
House of Governance and Public Policy (GAPP)
Handelshögskolans House of Governance and Public Policy lanserades 2022 och syftar till att skapa forskning och utbildning av hög samhällelig relevans, bidra till professionell utveckling och förbättra styrningen av organisationer och samhälle och bidra till en vetenskapligt baserad offentlig politik. Forskningen utförs på fyra separata forskningscentra.

### Initiativ
Handelshögskolans tre initiativ inom konst (SSE art initiative), sport (SSE sports initiative) respektive tech (tech initiative) syftar till att stärka den kunskapsutveckling och det lärande som inte bara involverar hjärnan utan också kroppen och själen. Initiativen för samman fakultet, alumner och skolans olika partner med studenter och många gånger är dessa aktiviteter också öppna för en bredare allmänhet. Kunskapen som förmedlas ska stödja den övergripande utbildningsmissionen FREE (faktabaserat, reflekterande, empatiskt och entreprenöriellt).

### Företag

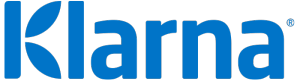
SSE Business Lab har huserat bland andra Klarna AB, som grundades 2005 under namnet Kreditor Europe AB.

Handelshögskolan äger ett antal företag, dessa har egna organisationer som formellt är fristående från moderorganisationen, men med medlemmar ur moderorganisationen på ledande befattningar.
Center for Retailing vid Handelshögskolan i Stockholm AB
Företaget bedriver forskning och utbildningsverksamhet i detaljhandelssektorn. Det grundades av Handelshögskolan i Stockholm 2010 och ansvarar för utbildningen vid Nordiska detaljhandelshögskolan i Norrtälje. Verksamheten finansieras av Stiftelsen Nordiska Detaljhandelshögskolan. Vd är Jens Nordfäldt, styrelseordförande är Claes-Robert Julander.
Stockholm School of Economics Executive Education
Företaget utbildar ledare inom områden som ledarskap, affärsutveckling och styrning, med särskild tonvikt vid hållbar tillväxt, finansiell ekonomi och innovation/entreprenörskap. 2022 rankades SSE Executive Educations så kallade Öppna program på tionde plats i världen enligt Financial Times. SSE Executive Education hette fram till december 2015 IFL vid Handelshögskolan i Stockholm AB. Vd för SSE Executive Education är Katarina Hägg, styrelseordförande är Lars Strannegård.
SSE Business Lab AB
Företaget verkar till förmån för nybildade företag och bedriver även konsult- och informations verksamhet. Företaget grundades 2001 och är delvis finansierat genom donationer från Familjen Erling-Perssons stiftelse. Vd är Jan Samuelsson, styrelseordförande är Karl-Olof Hammarkvist. Det mest kända företaget som fått hjälp av företaget är Kreditor Europe AB (idag Klarna AB).

## Befattningar
Handelshögskolan är en privat högskola (se Organisation) och därför inte bunden att följa Universitetskanslersämbetets regler för benämningar av befattningar. Högskolan använder amerikanska benämningar på olika akademiska tjänster och befattningar. Bland annat använder man de amerikanska beteckningarna Assistant Professor (svenska: forskarassistent) och Associate Professor (svenska: universitetslektor eller docent), vilket kan leda till missförstånd vid översättning till svenska, då innehavarna av dessa två typer av befattningar inte är professorer.

### Heltidsanställda professorer

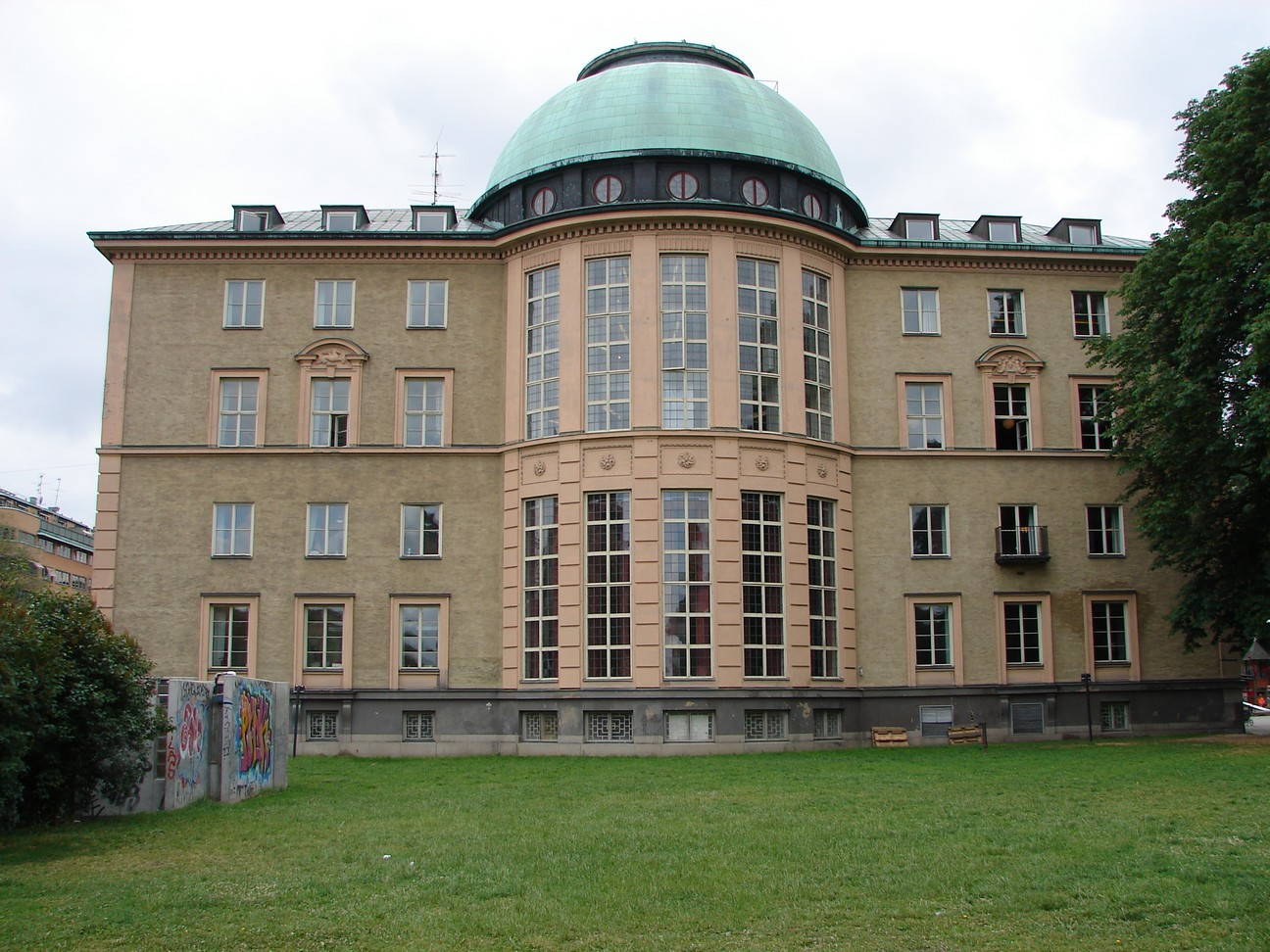
Handelshögskolans i Stockholm huvudbyggnad ligger på Sveavägen 65 i stadsdelen Vasastaden i Stockholm. Den norra fasaden vetter mot parken Observatorielunden och Stockholms stadsbibliotek.

#### Professor
Professor är titeln för de högst utbildade lärarna vid Handelshögskolan. Ämbetet benämns professur. En professor är ansvarig för forskning och forskarutbildning inom sitt ämne och förutsätts kunna företräda ämnet internt och externt. Högskolans första ordinarie professorer utsågs 1909, då Gunnar Andersson utnämndes till professor i ekonomisk geografi (1909–1928) och Eli Heckscher utnämndes till professor i nationalekonomi och statistik (1909–1929, senare utnämnd till professor i ekonomisk historia 1929–1944).

#### Donationsprofessurer
Högskolans äldsta donationsprofessur är A O Wallenbergs professur i nationalekonomi och bankvetenskap. Den inrättades 1917 genom en donation från Knut och Alice Wallenbergs stiftelse, samma år som stiftelsen grundades av Knut Agathon Wallenberg, som också är Handelshögskolan i Stockholms grundare. Den är namngiven efter Wallenbergs far André Oscar Wallenberg och innehas sedan 1995 av professor Jörgen W Weibull.
Antalet donationsprofessurer vid högskolan har ökat kraftigt under de senaste decennierna, denna utveckling påbörjades under Staffan Burenstam Linders tid som högskolans rektor 1986–1995. Det finns idag cirka trettio donationsprofessurer vid högskolan, finansierade genom donationer från privata stiftelser, företag och personer. Familjerna Wallenberg (genom Wallenbergstiftelserna) och Söderberg (genom Torsten och Ragnar Söderbergs stiftelser) har finansierat fyra professurer var. Handelsbanksstiftelserna (Jan Wallander och Tom Hedelius stiftelse och Tore Browaldhs stiftelse) har finansierat två professurer.

## Finansiering
Handelshögskolan i Stockholm är en privatägd högskola. Dess verksamhet finansieras med medel från privata och statliga källor.

### Privata källor
82 procent av högskolans intäkter kommer från privata källor.  Dessa är fördelade enligt följande:
- 33 procent av intäkterna kommer från Handelshögskoleföreningens medlemmar, som är högskolans ägare, och stiftelser knutna till dessa.[15]
- 5 procent av intäkterna kommer från Handelshögskolan i Stockholms partnerprogram, som grundades 1994 och är en sammanslutning av drygt hundra företag som bidrar till högskolan och samarbetar med den vad gäller utbildning och forskning.[15] Bland de ingående företagen märks Bonnier, Ericsson, EQT, H & M, Industrivärden, Investor, McKinsey & Company, EY, Deloitte, SEB, Lundbergs, Goldman Sachs, Ratos, PWC, KPMG, Handelsbanken, Cevian Capital och Skanska.[99]
- Övriga bidrag till forskning och utbildning, 44 procent kommer bland annat från donationer från stiftelser och vetenskapliga anslag. [15] Handelshögskolan har lanserat ett program för att låta privatpersoner, bland annat alumner, donera medel till högskolan, benämnt SSE Supporters.[15]

### Statliga källor
18 procent av högskolans intäkter kommer från statliga anslag.

## Ackrediteringar och medlemskap

### Ackrediteringar
- European Quality Improvement System (EQUIS). Handelshögskolan i Stockholm är ackrediterad av EQUIS sedan 1999.

### Medlemskap
Handelshögskolan är medlem i åtta stycken nätverk:
- The Association of Professional Schools of International Affairs (APSIA), som verkar för utbildning kring internationella relationer.
- The Global Alliance in Management Educations eller CEMS. (Nätverk för handelshögskolor)
- European Institute for Advanced Studies in Management (EIASM) nätverk för forskning och undervisning i "management".[100]
- Partnership in International Management (PIM), organisation för studentutbyte.
- Stockholms Akademiska Forum (Staf), en samarbetsorganisation mellan 17 universitet och högskolor i Stockholm.
- The European University of Social Sciences (CIVICA) är en sammanslutning av ett antal europeiska institutioner med fokus på humaniora, samhällsvetenskap, företagsekonomi och public policy.
- Principles for Responsible Management Education (PRME) är en FN-stödd plattform för handelshögskolor världen över, som syftar till att stärka skolornas hållbarhetsprofil.
- Global Network for Advanced Management (GNAM) är en sammanslutning av 32 ledande handelshögskolor med ett särskilt intresse för komplexa globala problem.

## Partneruniversitet

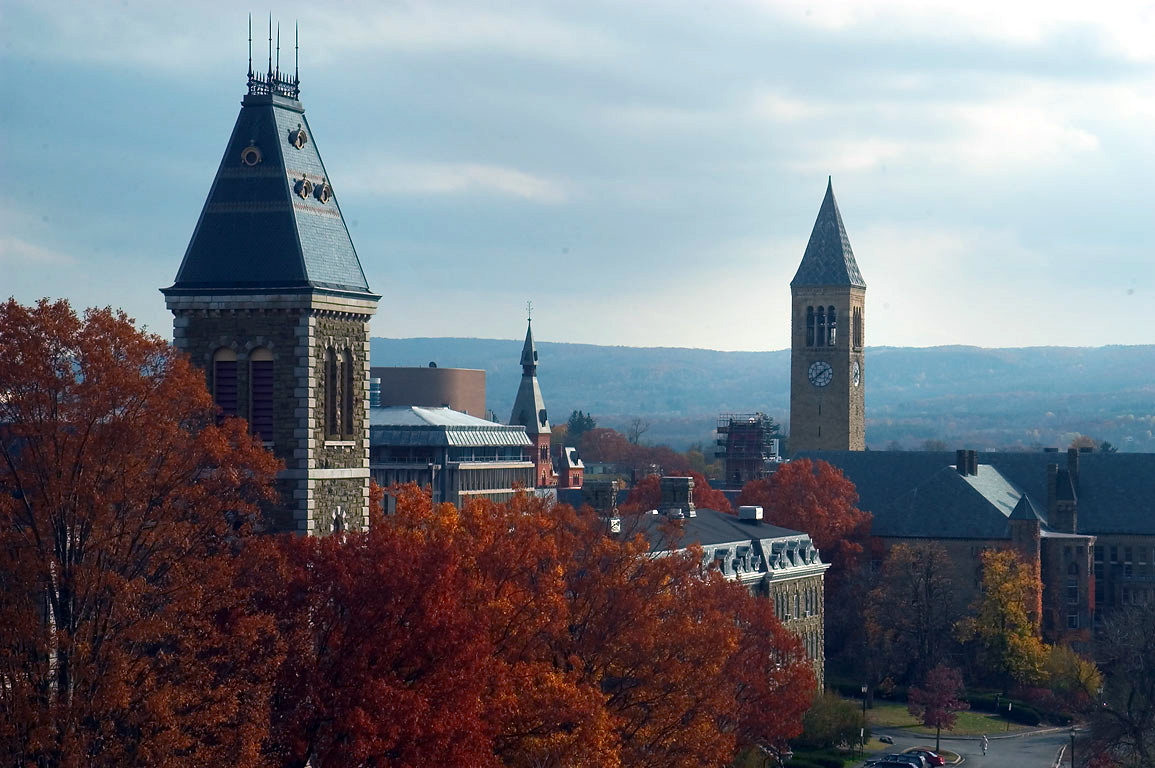
Cornell University är ett av Handelshögskolans partneruniversitet.

Handelshögskolan i Stockholm har partneruniversitet med vilka man samarbetar vad gäller utbildning och forskning. Partneruniversiteten ligger företrädesvis i Nordamerika och Europa, men även i Asien, Sydamerika och Oceanien.
Kontakterna med partneruniversiteten har bland annat etablerats genom Handelshögskolans medlemskap i organisationerna The Association of Professional Schools of International Affairs (APSIA), The Global Alliance in Management Educations eller CEMS (tidigare Community of European Management Schools) och Partnership in International Management (PIM).
Bland Handelshögskolan i Stockholms partneruniversitet märks

### Nordamerika
- Columbia University

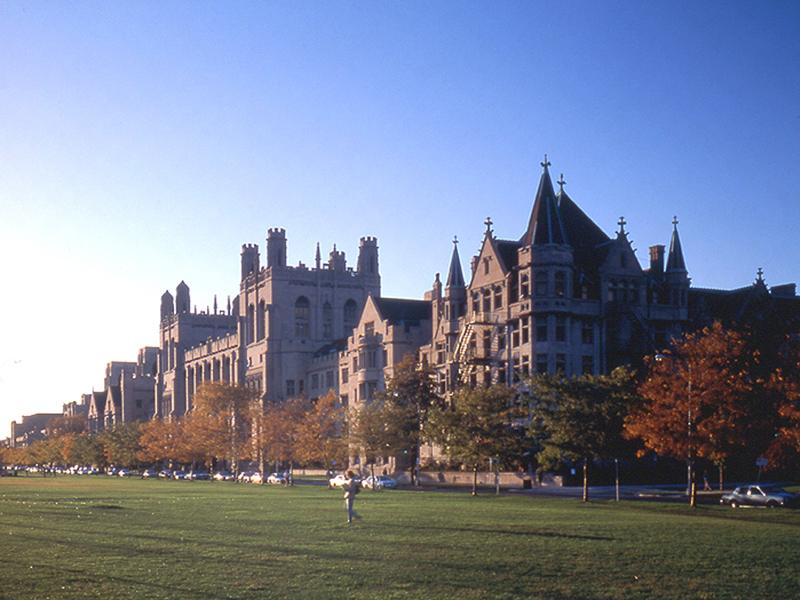
University of Chicago är ett av Handelshögskolans partneruniversitet.

  - Columbia Business School, New York, New York, USA
- Cornell University
  - Johnson Graduate School of Management, Ithaca, New York, USA
- Duke University
  - Fuqua School of Business, Durham, North Carolina, USA
- University of California
  - UCLA Anderson School of Management, Los Angeles, Kalifornien, USA
- University of Chicago McGill University är ett av Handelshögskolans partneruniversitet.

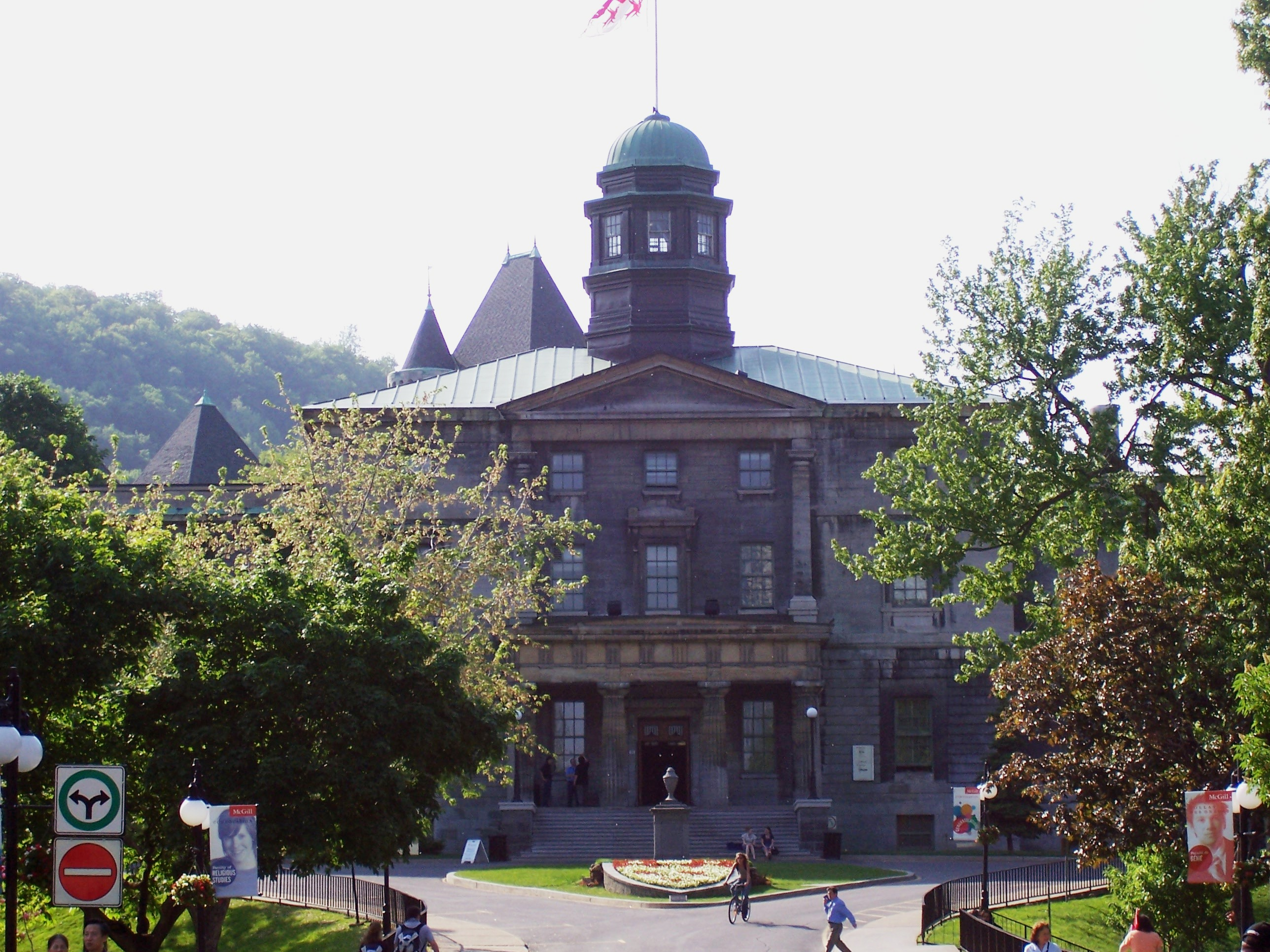
McGill University är ett av Handelshögskolans partneruniversitet.

  - Graduate School of Business, Chicago, Illinois, USA
- University of Pennsylvania
  - Wharton School, Philadelphia, Pennsylvania, USA

### Europa
- London School of Economics, London, Storbritannien
- Ecole des Hautes Etudes Commerciales (HEC), Paris, Frankrike
- Institut d'études politiques de Paris (Sciences Po), Paris, Frankrike

## Utmärkelser

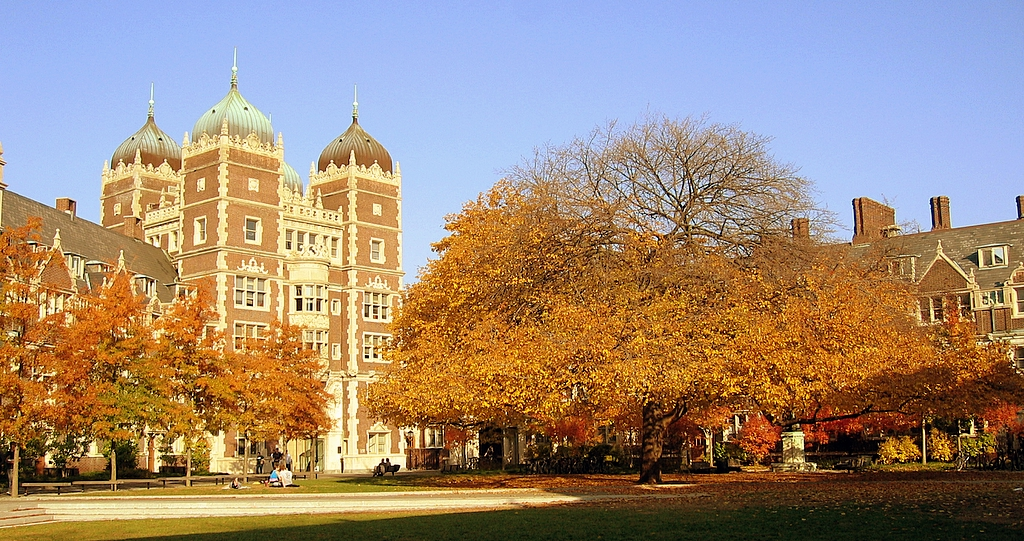
University of Pennsylvania är ett av Handelshögskolans partneruniversitet.

Handelshögskolan delar ut utmärkelser till dem som lämnat avgörande bidrag till högskolans utbildning, forskning och administration.

### Utmärkelser utdelade vid Handelshögskolan i Stockholm

#### Ekonomie hedersdoktorat
Handelshögskolan har promoverat ekonomie hedersdoktorer (ekon.dr h.c.) sedan 1956, främst ur två kategorier, framstående akademiker och näringslivspersoner. De första som promoverades till ekonomie hedersdoktorer vid högskolan 1956 var Albin Johansson, Oskar Sillén, Gerhard Törnqvist och Jacob Wallenberg.

#### Ekonomie jubeldoktorat
Jubeldoktor (doctor jubilaris) är en titel som genom en särskild promotion tilldelas den som 50 år tidigare promoverats till ekonomie doktor vid Handelshögskolan i Stockholm. Titeln förkortas Ekon. jubeldr eller EjubD.

#### SSE Research Award
Forskningsinstitutet Stockholm School of Economics Institute for Research delar sedan 1992 årligen ut SSE Research Award (tidigare EFI Research Award) till personer som "aktivt bidragit till att skapa goda förutsättningar för forskning inom de administrativa och ekonomiska vetenskaperna". Priset överlämnas av Handelshögskolan i Stockholms rektor till pristagaren vid en årlig ceremoni på högskolan. Den första som erhöll priset var Jan Wallander.

#### Partnerprogrammets forskarpris vid Handelshögskolan i Stockholm
För att främja forskningen vid Handelshögskolan instiftade man tillsammans med de företag som är medlemmar i Handelshögskolan i Stockholms partnerprogram 2003 ett forskarpris. Priset tilldelas forskare vid högskolan som har bidragit till kunskapsutvecklingen inom sin disciplin och som håller så hög vetenskaplig klass att det är publicerbart i internationella vetenskapliga publikationer. Priset om 100 000 kr utdelas vid den årliga partnerstämman i slutet av november. Bland tidigare pristagare märks Micael Dahlén (2005), Per Strömberg (2006) och Richard Friberg (2007).

#### Bordsstandar
Handelshögskolan i Stockholm delar ut bordsstandar som ett tecken på uppskattning till personer som gjort insatser för högskolan. Bland mottagarna märks kung Carl XVI Gustaf, John F. Nash och Paul Krugman. Karl-Olof Hammarkvist, rektor för högskolan 2013–2014, avträdde som rektor den 1 juni 2014 och tilldelades högskolans 75e bordsstandar den 11 juni 2014.

### Utmärkelser utdelade vid Handelshögskolan i Stockholm i samarbete med andra organisationer

#### Gunnar Hedlund Award
Sedan 1997 delar Handelshögskolan i Stockholm och European International Business Academy (EIBA) ut ett internationellt pris för bästa doktorsavhandling i internationellt företagande, benämnt Gunnar Hedlund Award, på 10.000 €.
Juryns ordförande, professor Örjan Sölvell, har sagt "Tanken bakom priset är att den ska fungera som ett verktyg för att stimulera doktorander runt om i världen inom området International Business, och även att fira professor Gunnar Hedlunds viktiga arbete inom detta fält." Priset är namngivet efter Gunnar Hedlund, civilekonom och ekonomie doktor från och professor i företagsekonomi med inriktning mot internationellt företagande 1988–1997 vid Handelshögskolan, samt under flera år chef för dess Institute of International Business.

#### Söderbergska handelspriset
Söderbergska handelspriset är ett vetenskapligt pris instiftat 1988, som utdelas av Torsten Söderbergs stiftelse i samarbete med Handelshögskolan. Priset om 500 000 kronor tilldelas personer som genom framstående insatser bidragit till utvecklingen inom distributionsområdet. Den förste som erhöll priset 1988 var Nils-Erik Wirsäll, vd för Ica-koncernen 1972–1978 och initiativtagare till bildandet av Fonden för Handels- och Distributionsforskning (numera Center for Consumer Marketing) 1978 vid Handelshögskolan. Bland övriga mottagare märks Lars-Gunnar Mattsson (1990), Claes-Robert Julander (1994) och Magnus Söderlund (2011).

## Student- och alumnföreningar

### Handelshögskolans i Stockholm studentkår
Handelshögskolans i Stockholms studentkår (HHSS, engelska: Student Association of the Stockholm School of Economics, SASSE) grundades 1909, samma år som högskolan. En våning i huvudbyggnaden vid Sveavägen 65 och en källarvåningen i skolans byggnader vid Saltmätargatan används som kårlokaler.
Studentkåren delar ut ett årligt pris kallat Teacher of the Year. Kårmedlemmarna röstar fram vilken lärare vid högskolan som ska tilldelas priset, som förutom äran, utgörs av 40 000 kr. Bland bemärkta tidigare mottagare märks Emma Stenström (2005), Erik Nerep (kandidatprogrammet, 2013) och Per Strömberg (masterprogrammet, 2013).

#### Kårordförande för Handelshögskolans i Stockholm studentkår

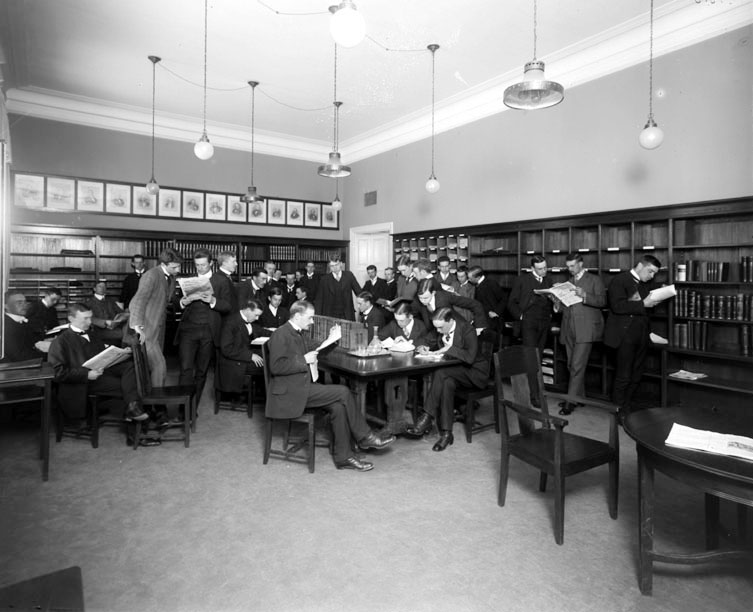
Samlingslokal för studenter i Handelshögskolans lokaler i Brunkebergs hotell på Brunkebergstorg 2, år 1911.

Bland studentkårens tidigare ordföranden märks:
- Johan Åkerman (1896–1982), kårordförande 1917–1918, professor i nationalekonomi vid Lunds universitet 1943–1961
- Jacob Palmstierna (1934–2013), kårordförande 1959–1960, koncernchef för Skandinaviska Enskilda Banken 1989, styrelseordförande för Nordbanken, mottagare av Ekonomiska forskningsinstitutet vid Handelshögskolan i Stockholms årliga pris, EFI Research Award (nu SSE Research Award)
- Arne Mårtensson (född 1951), kårordförande 1972–1973, vd för Svenska Handelsbanken 1991–2001 och dess styrelseordförande 2001–2006
- Peter Hägglund (född 1956), kårordförande 1989–1990, vd för IFL vid Handelshögskolan i Stockholm AB 2006–2011
- Günther Mårder (född 1982), kårordförande 2005–2006, vd för Företagarna sedan 2015, tidigare sparekonom på Nordnet Bank 2012–2015, vd för Sveriges Aktiesparares Riksförbund 2008–2012

### Handelshögskolans i Stockholm kamratförening

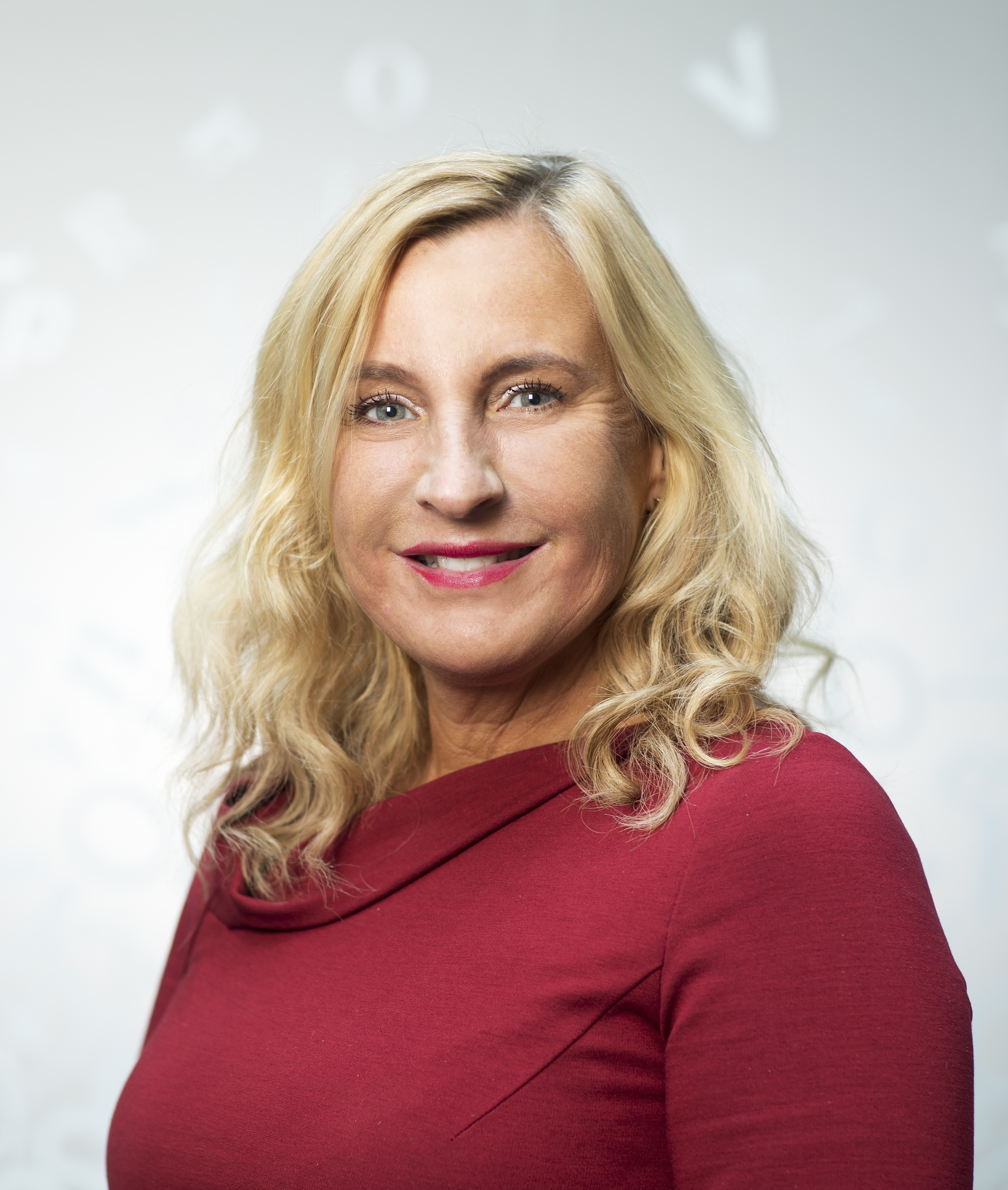
Gunilla Herlitz - Tidningsredaktör

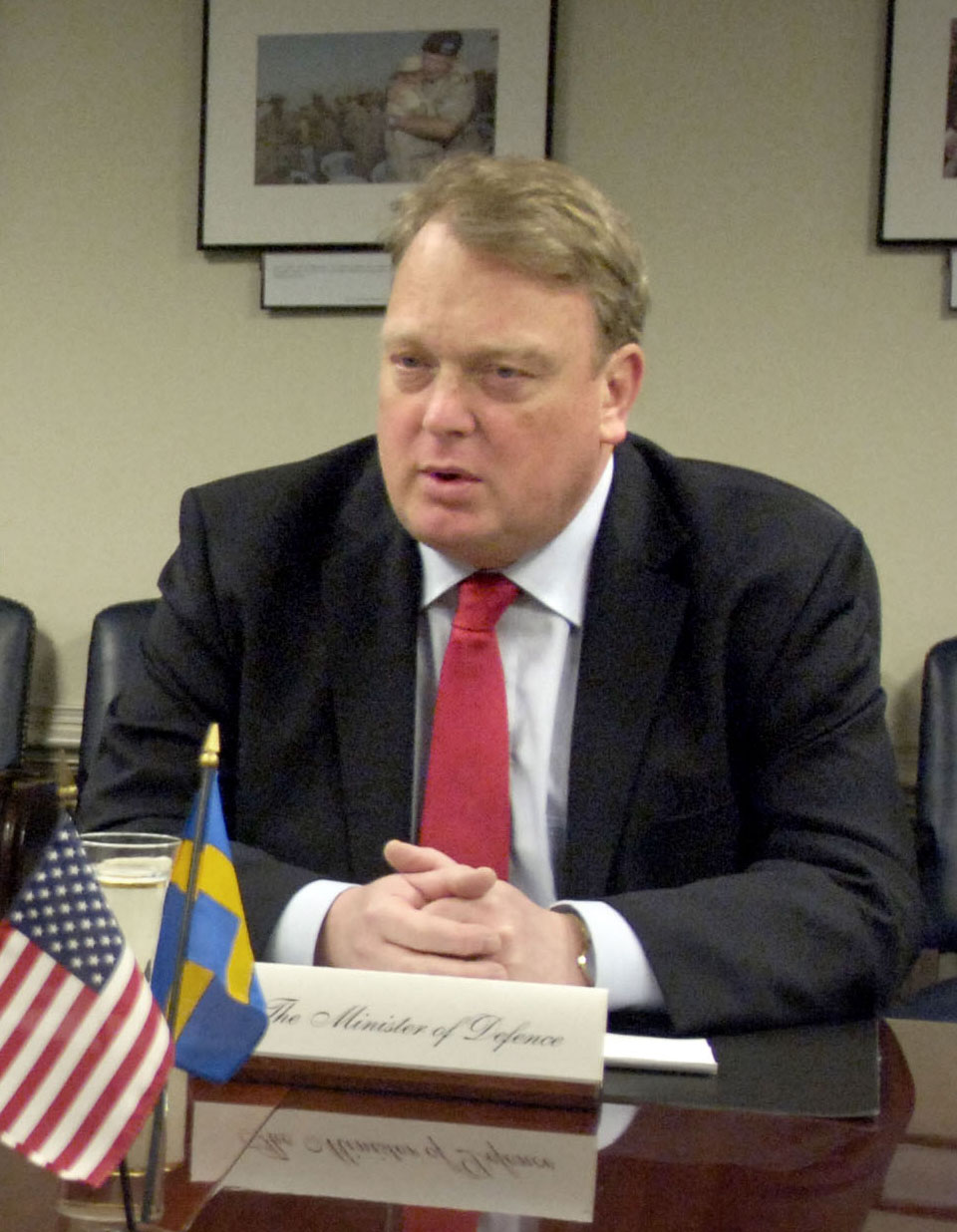
Mikael Odenberg, moderat riksdagsledamot, försvarsminister 2006–2007 under Fredrik Reinfeldt.

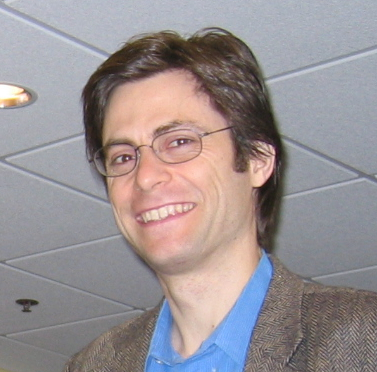
Max Tegmark, professor i astronomi vid Massachusetts Institute of Technology, Boston, USA.

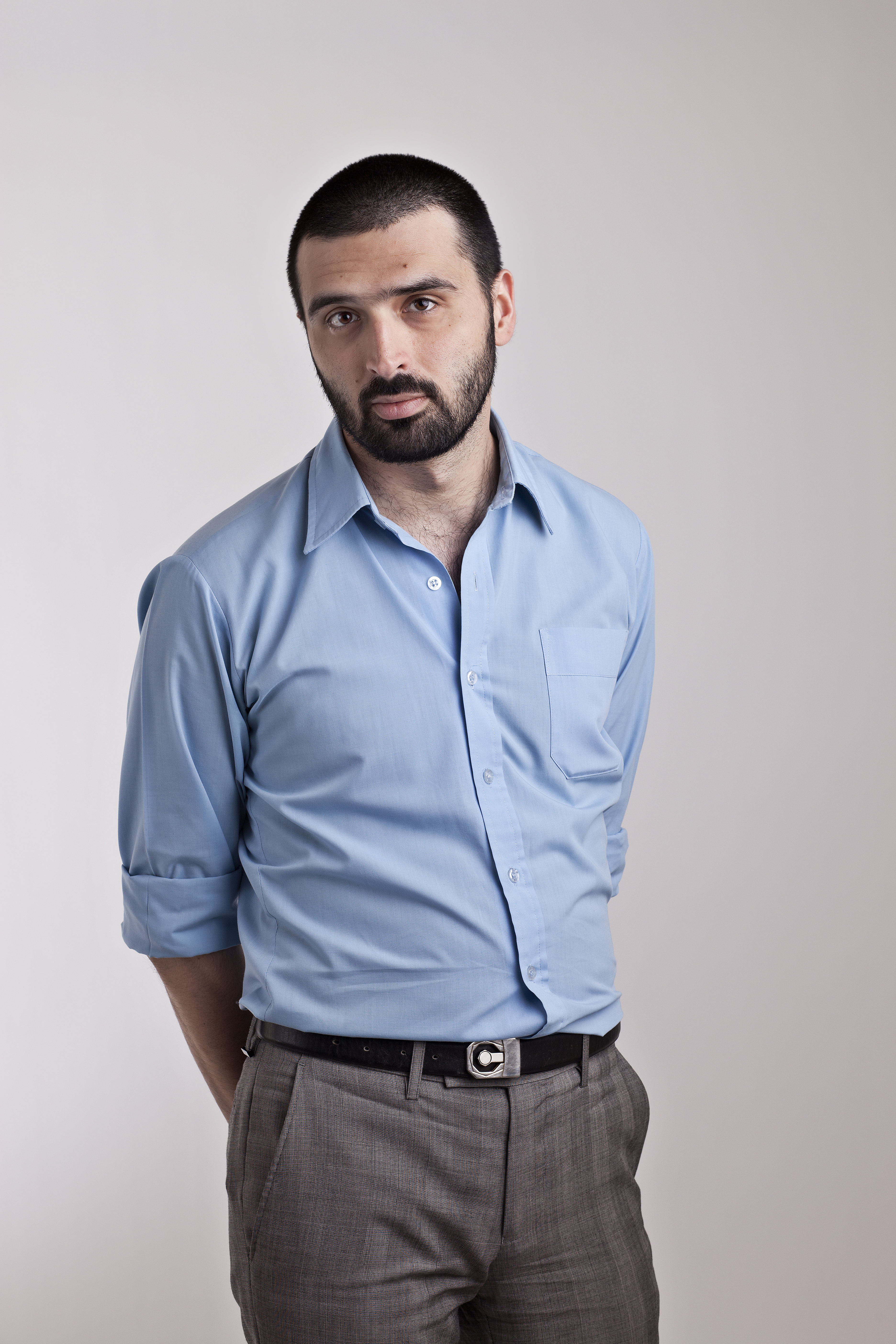
Ali Esbati, Politiker, skribent och Riksdagsledamot (Vänsterpartiet).

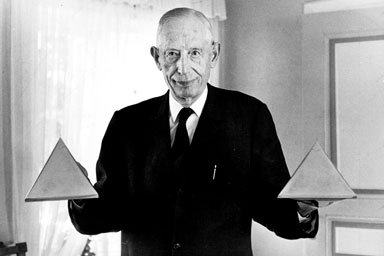
Ruben Rausing, grundare av Tetra Pak.

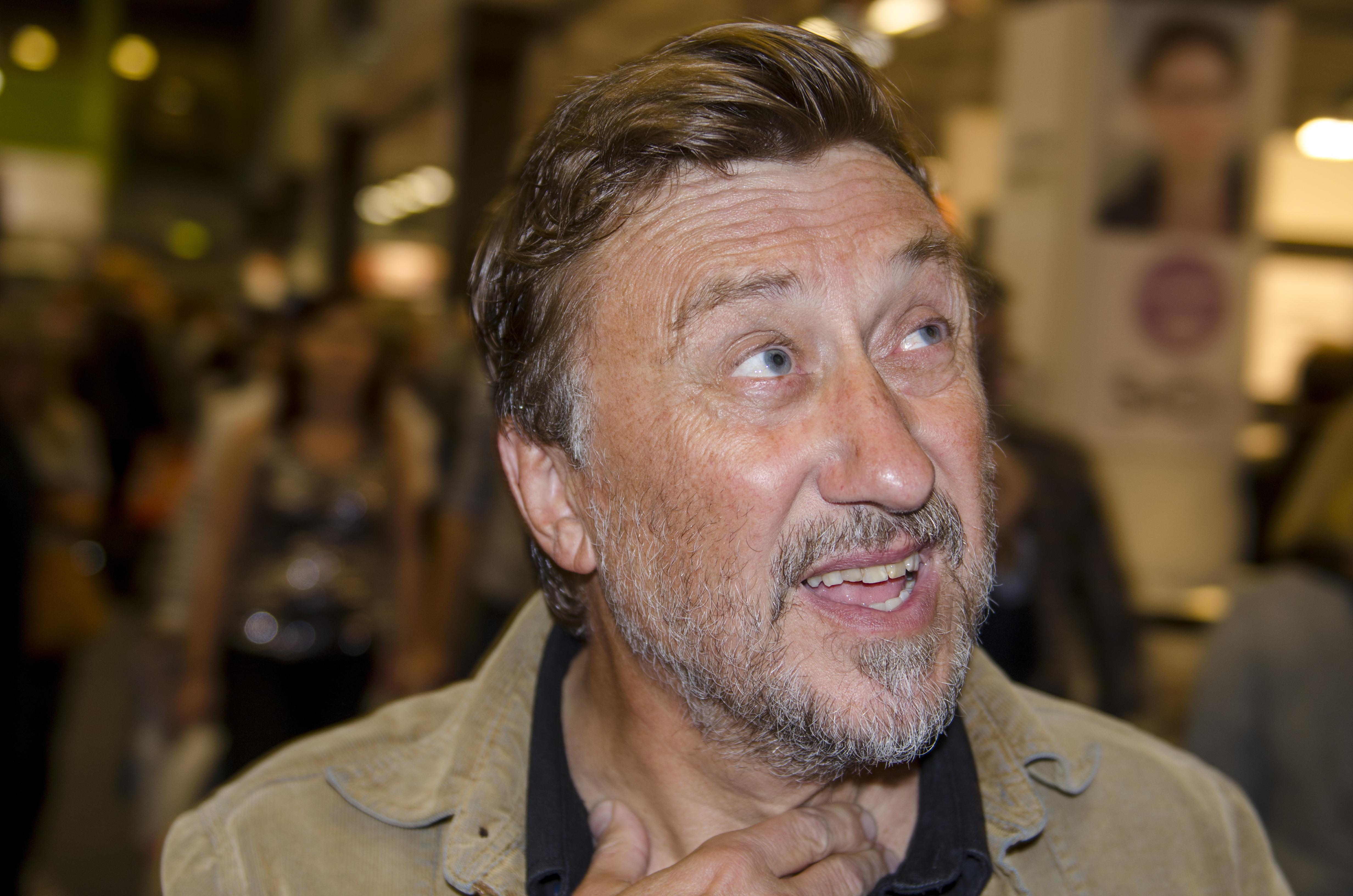
Janne Josefsson, svensk journalist och programledare, bland annat som reporter i SVT:s Uppdrag granskning.

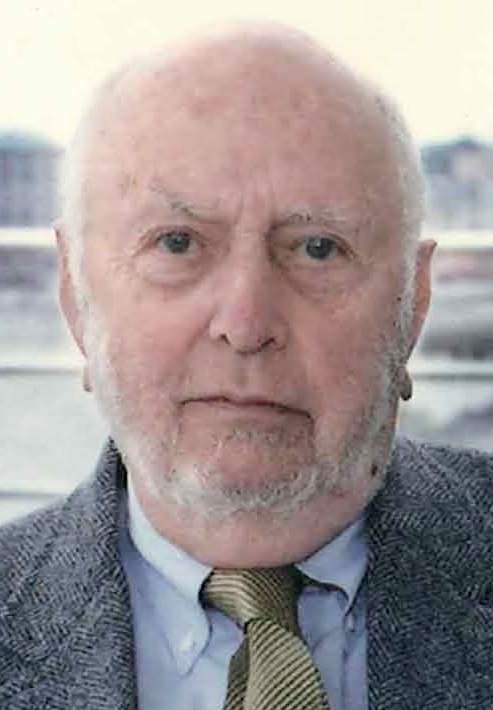
Douglass C. North - Institutionalist och Ekonomhistoriker, ekon.dr h.c. (1994)

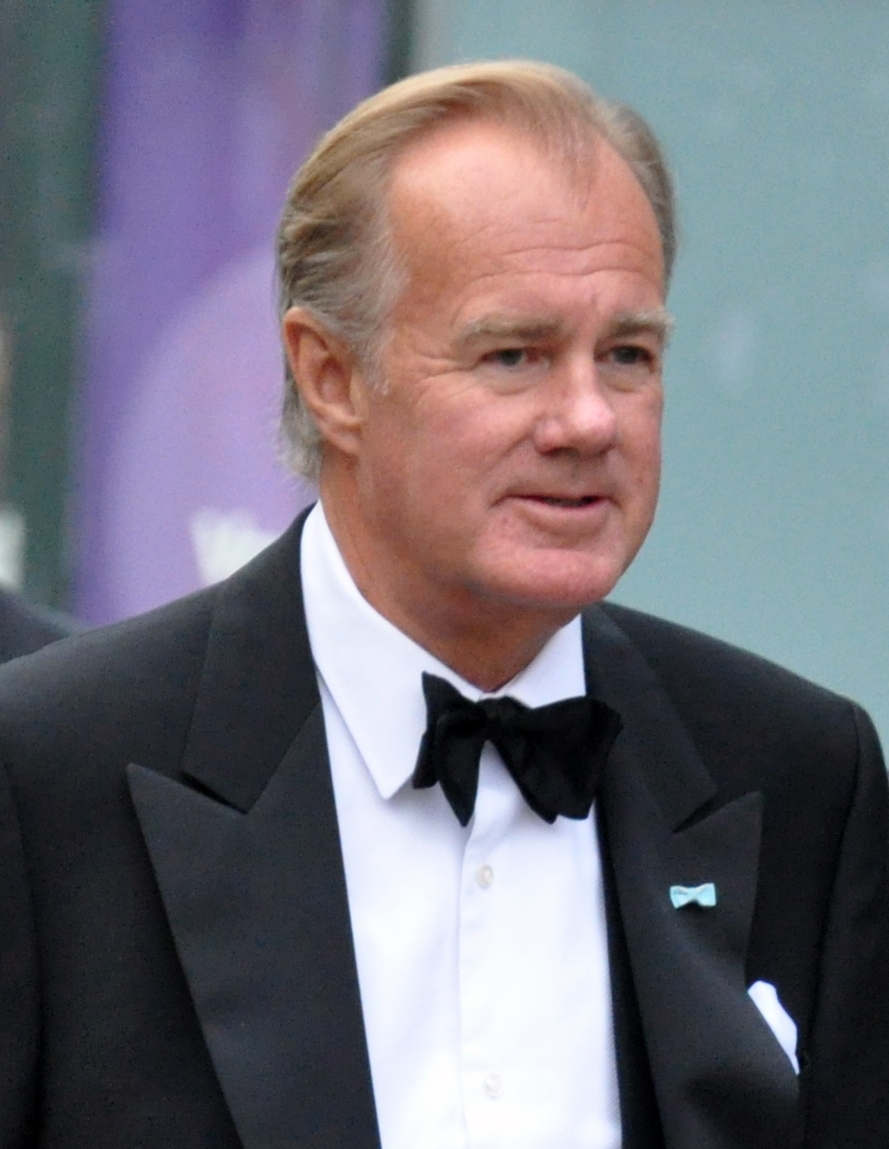
Stefan Persson, styrelseordförande för H&M, ekon.dr h.c. (2001) vid Handelshögskolan i Stockholm.

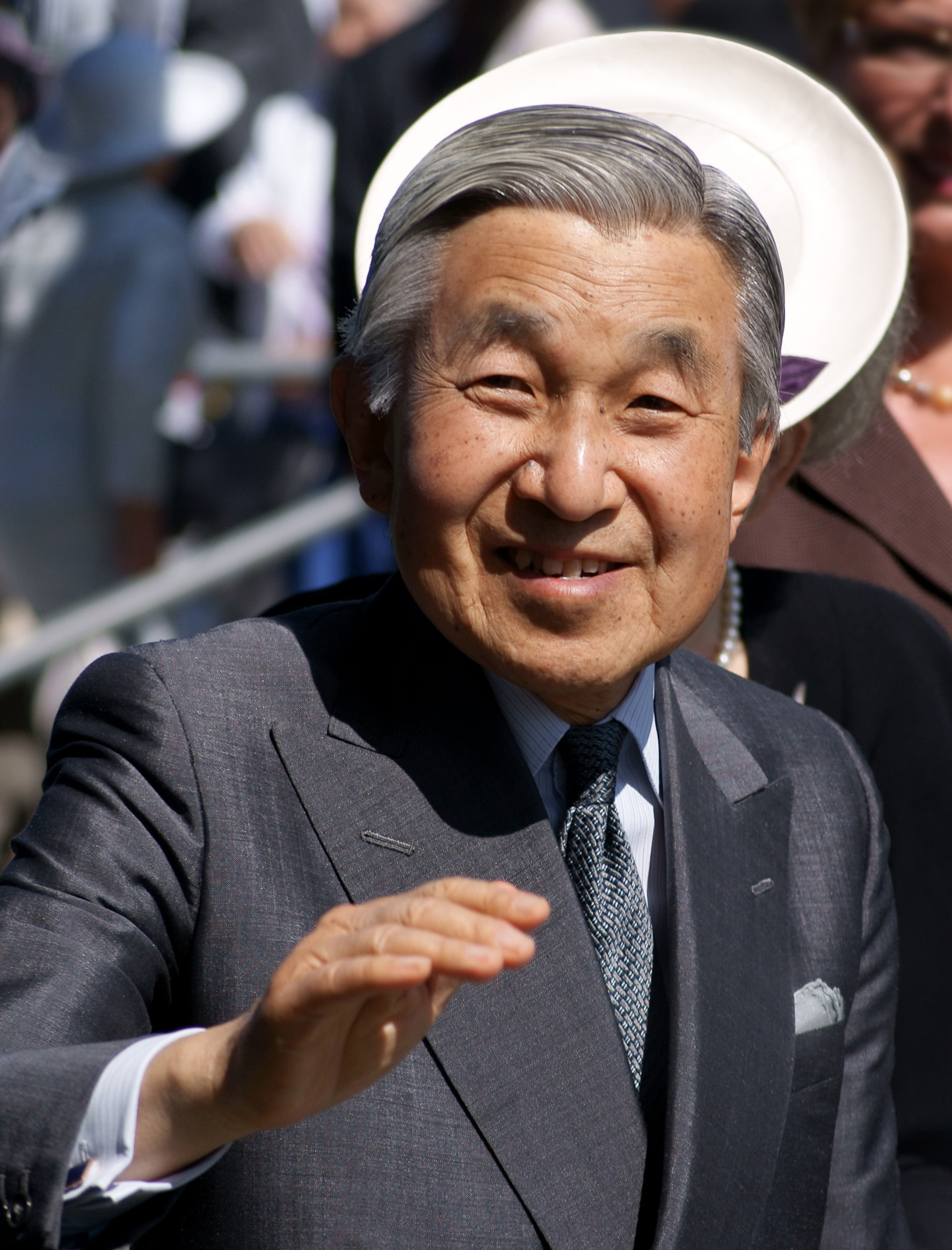
Kejsar Akihito av Japan besökte, tillsammans med kejsarinnan Michiko, kung Carl XVI Gustaf och drottning Silvia, och höll tal vid Handelshögskolan under det första japanska statsbesöket någonsin i Sverige år 2000.

Den ideella föreningen Handelshögskolans i Stockholm kamratförening (HHSK, engelska: Alumni Association of the Stockholm School of Economics, AASSE) grundades 1982. Föreningen har cirka 4 000 betalande medlemmar. Medlemskap i föreningen är frivilligt och öppet för alla med civilekonom-, kandidat-, IGP- och/eller masterexamen från Handelshögskolan i Stockholm. Föreningen tillvaratar gemensamma intressen bland utexaminerade från Handelshögskolan i Stockholm. Den fungerar som ett socialt nätverk för högskolans alumner, organiserar månatliga sammankomster för medlemmarna och ger ut tidskriften Alumni. Ordförande är Viveka Hirdman-Ryrberg. I USA finns föreningen American Friends of SSE.

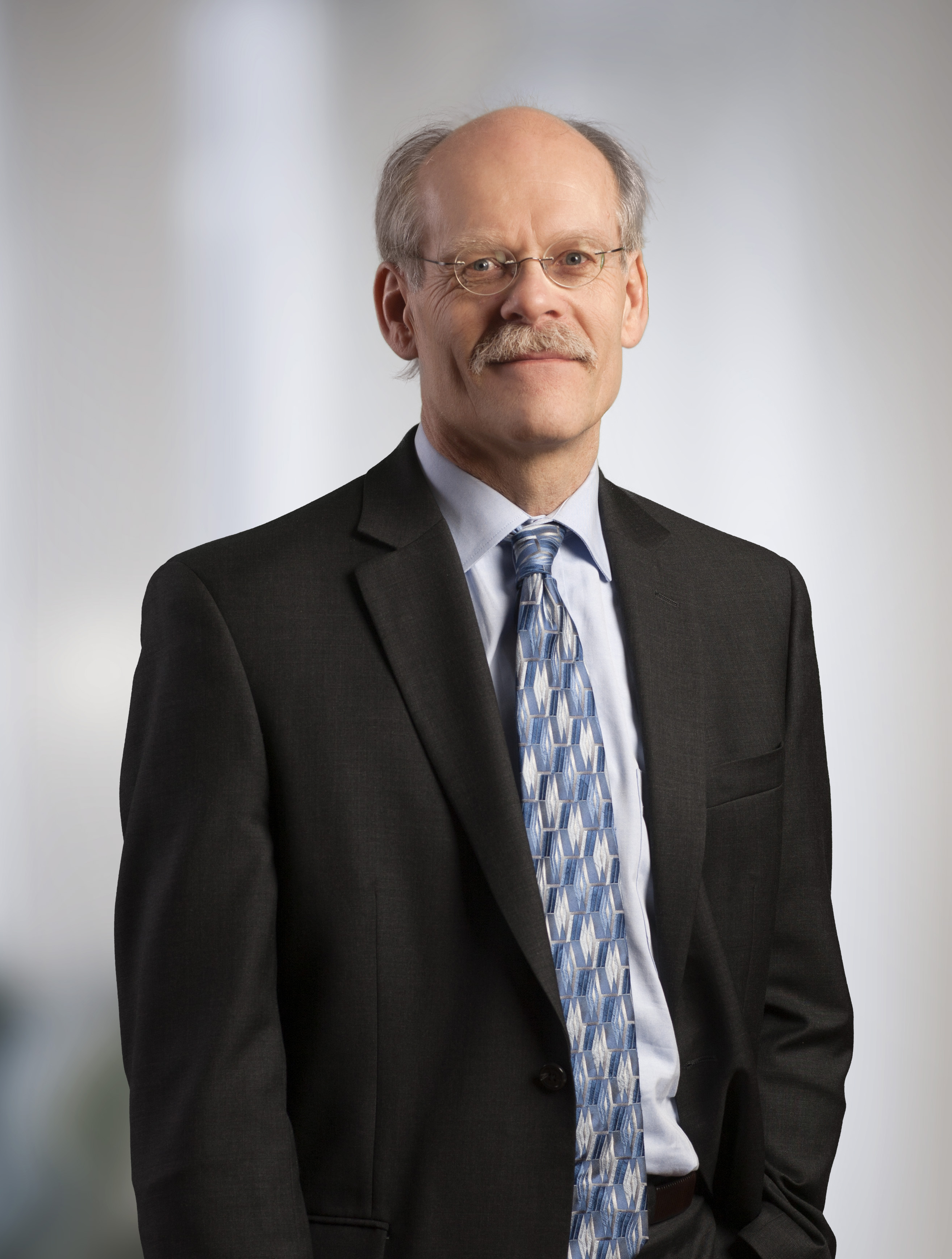
Stefan Ingves, Sveriges riksbankschef 2006–.

## Rektorer, professorer, alumner, hedersdoktorer och föredragshållare

### Rektorer
Ett urval av rektorer för Handelshögskolan i Stockholm:
- 1909-1929 Carl Hallendorff (1869–1929)
- 1929-1936 Martin Fehr (1885–1938)
- 1936-1957 Ivar Högbom (1892–1962)
- 1957-1963 Knut Rodhe (1909–1999)
- 1963–1970 Gunnar Arpi (1919–1992
- 1970–1986 Per-Jonas Eliæson (f. 1934)
- 1986–1995 Staffan Burenstam Linder (1931–2000)
- 1996–2000 Claes-Robert Julander (f. 1944)
- 2000–2003 Leif Lindmark (f. 1946)
- 2004–2012 Lars Bergman (f. 1945)
- 2012–2013 Rolf Wolff (1953–2021)
- 2013–2014 Karl-Olof Hammarkvist (f. 1945)
- 2014–     Lars Strannegård (f. 1969)

### Professorer
Ett urval av professorer vid Handelshögskolan i Stockholm:
- Staffan Burenstam Linder, professor nationalekonomi vid Handelshögskolan, dess rektor 1986–1995, utvecklade Linderhypotesen
- Carl B. Hamilton, adjungerad professor i nationalekonomi vid Stockholms universitet och Handelshögskolan i Stockholm, riksdagsledamot för Folkpartiet.
- Eli Heckscher, professor i nationalekonomi med statistik 1909–1929, professor i ekonomisk historia 1929–1945, känd för Heckscher-Ohlin-teoremet, far till Gunnar Heckscher.
- Lars Jonung, professor i nationalekonomi vid Handelshögskolan.
- William William-Olsson professor i ekonomisk geografi från 1946–1969. Hans stadsgeografiska arbeten, ”Huvuddragen av Stockholms geografiska utveckling 1850–1930" (1937) och Stockholms framtida utveckling. 1941. http://www.stockholmia.stockholm.se/media/pdf/1_william_olsson.pdf blev mönsterbildande för fortsatt stadsbyggande.
- Anders Åslund, professor i nationalekonomi, Rysslandsanalytiker vid Brookings Institution, Carnegie Endowment och Peterson Institute.[114]

### Alumner
Ett urval av alumner från Handelshögskolan i Stockholm:
- Alexander Bard, musiker, ingen examen
- Gunnar Bergvall, medgrundare TV4, vd för TV4, initiativtagare till Bingolotto.
- Lars Ture Bohlin, en av studenterna i första kullen som tog examen från Handelshögskolan 1911, grundare av Föreningen Auktoriserade Revisorer 1923, grundare av Bohlins revisionsbyrå AB 1944 som idag är KPMG Bohlins AB.
- Peggy Bruzelius, styrelseproffs
- Per Bystedt, vd för bland annat TV3, Spray Network AB, Neonode
- Jan Carlzon, vd och koncernchef SAS 1981–1993.
- Claes Dahlbäck, vd familjen Wallenbergs holdingbolag Investor 1978–1999, för närvarande styrelseordförande.
- Micael Dahlén, professor, känd föreläsare och författare, bland annat Nextopia.
- Ulf Dahlsten, generaldirektör Postverket 1988–1994, koncernchef för Posten AB 1994–1998.
- Hans Dalborg, vd för Nordbanken/Nordea 1991–2004, styrelseordförande Nordea 2004–2011.
- Ulf Dinkelspiel, moderat riksdagsledamot, vd för Exportrådet.
- Agneta Dreber, vd för Livsmedelsföretagen, styrelseordförande Sveriges Radio
- Klas Eklund, chefsekonom SEB.
- Max Elger, statssekreterare på finansdepartementet
- Björn Eriksson, Generaltulldirektör, Rikspolischef, Landshövding i Östergötlands län.
- Ali Esbati, Riksdagsledamot för Vänsterpartiet och tidigare ordförande i Vänsterpartiets ungdomsförbund Ung vänster.
- Lars-Erik Forsgårdh, vd för Sveriges Aktiesparares Riksförbund 1984–2006.
- Christer Gardell, vd för Custos, grundare investmentfonden Cevian Capital.
- Reinhold Geijer, bankdirektör
- Stefan Grudin, medgrundare till radioprogrammet På håret, tv-programmen Snacka om nyheter och Parlamentet.
- Johan Hakelius, journalist, tidigare chefredaktör för Finanstidningen, gift med journalisten Susanna Popova.
- Jonas Hassen Khemiri, författare.
- Gunilla Herlitz, chefredaktör för Dagens Industri och Dagens Nyheter.
- Peter Hägglund, vd för IFL vid Handelshögskolan i Stockholm sedan 2006.
- Anders Igel, koncernchef Telia Sonera 2002–2007, drivande bakom sammanslagningen av företagen Telia och Sonera.
- Stefan Ingves, chef för Riksbanken
- Olof Johansson, ordförande centerpartiet 1987–1998, miljöminister 1991–1994.
- Janne Josefsson, journalist och programledare.
- Stefan Krook, grundare av telekomoperatören Glocalnet och elbolaget GodEl.
- Erik Lakomaa, chefsstrateg för nej-sidan under folkomröstningen om införande av euron i Sverige 2003, kampanjchef Medborgare mot EMU.
- Ola Lauritzson, författare till flera böcker om hälsokost, bland annat om GI-metoden (glykemiskt index).
- Kajsa Lindståhl, vd för Banco Fonder 1985–2000, styrelseordförande Aktiefrämjandet.
- Ebba Lindsö, chefredaktör Affärsvärlden, vd och chefredaktör för TT, vd Svenskt Näringsliv.
- Kristian Luuk, programledare radioprogrammet Hassan, TV-programmen Knesset och Sen kväll med Luuk, ingen examen
- Johan Lybeck, professor i nationalekonomi, vd för Finanskonsult AB
- Günther Mårder, vd för Sveriges Aktiesparares Riksförbund.
- Johanna Nilsson, inskriven vid HHS 1991–2001, författare, boken Rebell med kalla fötter.
- Lars Nittve, chef Moderna museet i Stockholm, tidigare chef Tate Modern, London, och Louisiana, Köpenhamn.
- Ann-Christin Nykvist, generaldirektör vid Konkurrensverket, jordbruksminister 2002–2006, generaldirektör Statens pensionsverk 2007–.
- Mikael Odenberg, riksdagsledamot moderaterna 1991–2007, försvarsminister 2006–2007, bror till biskop emerita Christina Odenberg.
- Bertil Ohlin, ordf. Folkpartiet 1944–67, professor nationalekonomi vid HHS, Heckscher-Ohlin-teoremet, Sveriges riksbanks pris i ekonomisk vetenskap till Alfred Nobels minne 1977.
- Gustaf Olivecrona, journalist.
- Claudia Olsson, VD och grundare av Stellar Capacity.
- Mårten Palme, professor i nationalekonomi vid Stockholms universitet, son till Olof Palme.
- T. Paulsson Frenckner, professor i företagsekonomi vid HHS, grundare av Företagsekonomiska institutionen vid Stockholms högskola, föregångare till Stockholms universitet.
- Karin Pilsäter, riksdagsledamot folkpartiet, partiets talesperson i ekonomiska frågor sedan 2002.
- Mats Qviberg, medgrundare finansföretaget Hagströmer och Qviberg samt Investment AB Öresund.
- Ruben Rausing, grundare företaget Tetra Pak.
- Dan T. Sehlberg, författare och entreprenör, grundare av Sehlhall fastigheter, VD Citat Group.
- Johan Renck, musiker under pseudonymen Stakka Bo.
- Suleyman Sleyman, fotbollsspelare i Hammarby IF.
- Emma Stenström, ekonomie doktor vid HHS på avhandlingen "Konstiga företag", gästprofessor Konstfack, programledare SVT:s konstprogram Arty.
- Ragnar Söderberg, styrelseordförande Ratos, Esselte, Electrolux, Skandia och Stockholms handelskammare, grundare Ragnar Söderbergs Stiftelse.
- Örjan Sölvell, professor i företagsekonomi vid HHS.
- Max Tegmark, professor i astronomi vid MIT, Boston, son till professor Harold Shapiro, KTH.
- Meg Tivéus, vd för Åhlens, Holmen, Posten och Svenska Spel.
- Hans Tson Söderström, Förbundsordförande Sveriges Aktiesparares Riksförbund, före detta vd för Studieförbundet Näringsliv & Samhälle (SNS), före detta vd för HHS Executive Education, där han genomdrev en sammanslagning med tidigare konkurrenten IFL och bildandet av IFL vid Handelshögskolan i Stockholm AB.
- Margaretha af Ugglas, riksdagsledamot 1974–95, utrikesminister 1991–94, ledamot Europaparlamentet 1995, ledarskribent Svenska Dagbladet, dotter till Hugo Stenbeck.
- Per Westerberg, moderat riksdagsman, näringsminister 1991–1994, talman Sveriges riksdag 2006–2014.
- Anne Wibble, riksdagsledamot folkpartiet 1985–97, finansminister 1991–94, dotter till Bertil Ohlin.
- Peter Wolodarski, chefredaktör Dagens Nyheter, programledare TV8.
- Erik Zsiga, författare.
- Erik Åsbrink, ordförande Riksbanksfullmäktige 1985–90, finansminister 1996–99, ordförande Svenska Budo- och Kampsportsförbundet.

### Hedersdoktorer
Ett urval av hedersdoktorer vid Handelshögskolan i Stockholm:
- Ragnar Frisch, ekon.dr h.c. (1959), professor i nationalekonomi vid Universitetet i Oslo och grundare av dess ekonomiska institution, blev 1969 tillsammans med Jan Tinbergen de första att erhålla Sveriges riksbanks pris i ekonomisk vetenskap till Alfred Nobels minne, anses ha grundat ämnesområdet ekonometri och bildat termerna makroekonomi och mikroekonomi
- William J. Baumol, ekon.dr h.c. (1971), professor i nationalekonomi vid Princeton University 1949–1992, professor i nationalekonomi vid New York University 1971–, har gett upphov till begreppet Baumoleffekten som beskriver stigande lönekostnader trots oförändrad produktivitet
- Gösta Rehn, ekon.dr h.c. (1971), professor i nationalekonomi vid Institutet för social forskning vid Stockholms universitet, utvecklade tillsammans med Rudolf Meidner Rehn–Meidner-modellen för full sysselsättning och låg inflation. Rehn och Meidner var även upphovsmän till den solidariska lönepolitiken, dvs. den lönepolitiska modell som drevs av LO från 1950-talets början till slutet av 1980-talet, och som var ett av fundamenten för den svenska modellen på arbetsmarknaden
- Marcus Wallenberg, ekon.dr h.c. (1971), examen från Handelshögskolan i Stockholm 1920, en av de mest betydande företrädarna för svenskt näringsliv under 1900-talet, vd för Stockholms Enskilda Bank 1946–1958, styrelseordförande för Saab/Saab-Scania 1968–1980
- Ragnar Söderberg, ekon.dr h.c. (1973), styrelseordförande Ratos, Söderberg & Haak, Esselte,Electrolux, Skandia och Stockholms handelskammare, norsk generalkonsul i Stockholm, grundade tillsammans med brodern Torsten Söderberg Ratos, Ragnar Söderbergs stiftelse och Torsten Söderbergs stiftelse
- Michael E. Porter, ekon.dr h.c. (1989), professor vid Harvard Business School, skapare till modellerna Porters fem krafter, Porter-diamanten, Porters tre generiska affärsstrategier och värdekedjan, lanserade konceptet "kluster" i Sverige genom boken Advantage Sweden (Norstedts, 1991), tillsammans professor Örjan Sölvell och professor Udo Zander vid Handelshögskolan i Stockholm
- Curt Nicolin, ekon.dr h.c. (1994), vd för STAL 1955–1959, vd för Turbin AB de Laval Ljungström (TALL) 1959–1961 (bildat 1959 genom en sammanslagning av STAL med AB de Lavals Ångturbin), vd för ASEA 1961–1976 och därefter styrelseordförande (drivande kraft bakom att ASEA byggde upp en världsledande kompetens inom kärnkraftsteknologi och byggde nio av Sveriges tolv reaktorer), vd för SAS 1961–62, ordförande för SAF 1976–1984, deltog i arbetet med fusionen mellan ASEA och schweiziska Brown Boveri till ABB 1987, ordförande i ABB
- Douglass C. North, ekon.dr h.c. (1994), ekonom, Sveriges riksbanks pris i ekonomisk vetenskap till Alfred Nobels minne 1993 för sitt arbete inom ekonomisk historia, känd för boken Västerlandets uppgång (The Rise of the Western World) som för fram institutioner som anledningen till den ekonomiska tillväxten i Västeuropa sedan 1500-talet, bland annat äganderätt, förutsägbart skatteuttag och statligt skydd av privat egendom.

### Kända föredragshållare vid Handelshögskolan i Stockholm
- Kejsaren av Japan Akihito besökte tillsammans med kejsarinnan Michiko, kung Carl XVI Gustaf och drottning Silvia, Handelshögskolan och The European Institute of Japanese Studies år 2000, i samband med det första japanska statsbesöket någonsin i Sverige. Kejsar Akihito höll även ett tal vid högskolan.
- Peter Wallenberg, ekon.dr h.c., ledande person inom Wallenbergsfären, föredrag vid Handelshögskolan i samband med att han utnämndes till hedersdoktor i ekonomi vid skolan